# L'Oreille cassée
Ne doit pas être confondu avec L'Homme à l'oreille cassée.
Vous lisez un « bon article » labellisé en 2022.
L'Oreille cassée est le sixième album de la série de bande dessinée Les Aventures de Tintin, créée par le dessinateur belge Hergé. L'histoire est d'abord pré-publiée en noir et blanc du 5 décembre 1935 au 25 février 1937 dans les pages du Petit Vingtième, le supplément pour la jeunesse du journal Le Vingtième Siècle, avant d'être éditée en album de 128 planches aux éditions Casterman. La version en couleur, ramenée à soixante-deux planches, paraît chez le même éditeur en juin 1943.
Dans cette aventure, Tintin enquête sur le vol d'un fétiche arumbaya au musée ethnographique de Bruxelles, ce qui le conduit au San Theodoros puis au Nuevo Rico, deux États imaginaires d'Amérique du Sud créés par le dessinateur pour les besoins du récit. Le héros y rencontre notamment le général Alcazar, un dictateur guidé par son ambition personnelle et manipulé par les marchands d'armes ou les compagnies pétrolières occidentales, qui devient l'un des personnages récurrents de la série.
Comme à son habitude, le dessinateur transpose l'actualité de son époque pour construire des éléments du récit. Il adapte par exemple la guerre du Chaco, un conflit extrêmement meurtrier qui oppose la Bolivie et le Paraguay de 1932 à 1935 et dont il suit le déroulement dans le périodique satirique français Le Crapouillot, mais s'inspire également de personnages réels comme le marchand d'armes Basil Zaharoff ou l'explorateur Percy Fawcett. Cette aventure est aussi un exemple de « merveilleux géographique » dans la mesure où Hergé crée chaque décor en s'inspirant de différents paysages d'Amérique latine et centrale.
L'Oreille cassée marque une évolution importante dans la série dans la mesure où c'est la première histoire qui repose sur une véritable idée de scénario. Malgré son apparence feuilletonesque, l'aventure est plus construite que les précédentes et son unité tient dans la présence du fétiche arumbaya qui agit comme un fil conducteur tout au long du récit. Hergé met en place de nouvelles structures narratives qui se retrouveront dans les albums suivants, en particulier la création de deux États imaginaires qui lui permettent de conserver une liberté totale sur les plans géographique, historique et géopolitique, mais aussi l'inscription du héros dans une certaine forme de quotidienneté en le montrant dans son appartement et en faisant s'attarder l'intrigue dans sa ville d'origine.
Dans son œuvre, le dessinateur joue sur l'image d'une Amérique latine secouée par les révolutions et porte un regard critique sur ses dirigeants qu'il présente comme des « dictateurs d'opérette ». L'Oreille cassée véhicule un certain nombre de stéréotypes méprisants qui prédominent alors en Europe à l'égard de l'Amérique du Sud, mais dépeint au contraire les tribus amazoniennes, à l'image des Arumbayas, comme de « bons sauvages », au point que certains critiques, comme l'essayiste Jean-Marie Apostolidès, y voient les « fondements d'une anthropologie tintinienne ». Par ailleurs, l'album intéresse plusieurs philosophes, notamment Clément Rosset qui s'appuie sur une lecture de l'album pour développer la question du réel et son double, ou Michel Serres, qui en fait un véritable traité sur le fétichisme. Le récit d'Hergé fait aussi écho à un essai du philosophe allemand Walter Benjamin, paru la même année, qui évoque la mutation radicale du statut de l'œuvre d'art engendrée par la reproduction mécanique.
L'Oreille cassée a également nourri l'imaginaire des lecteurs. Le réalisateur Philippe de Broca s'en inspire pour son film L'Homme de Rio, sorti en 1964.

## L'histoire

### Résumé

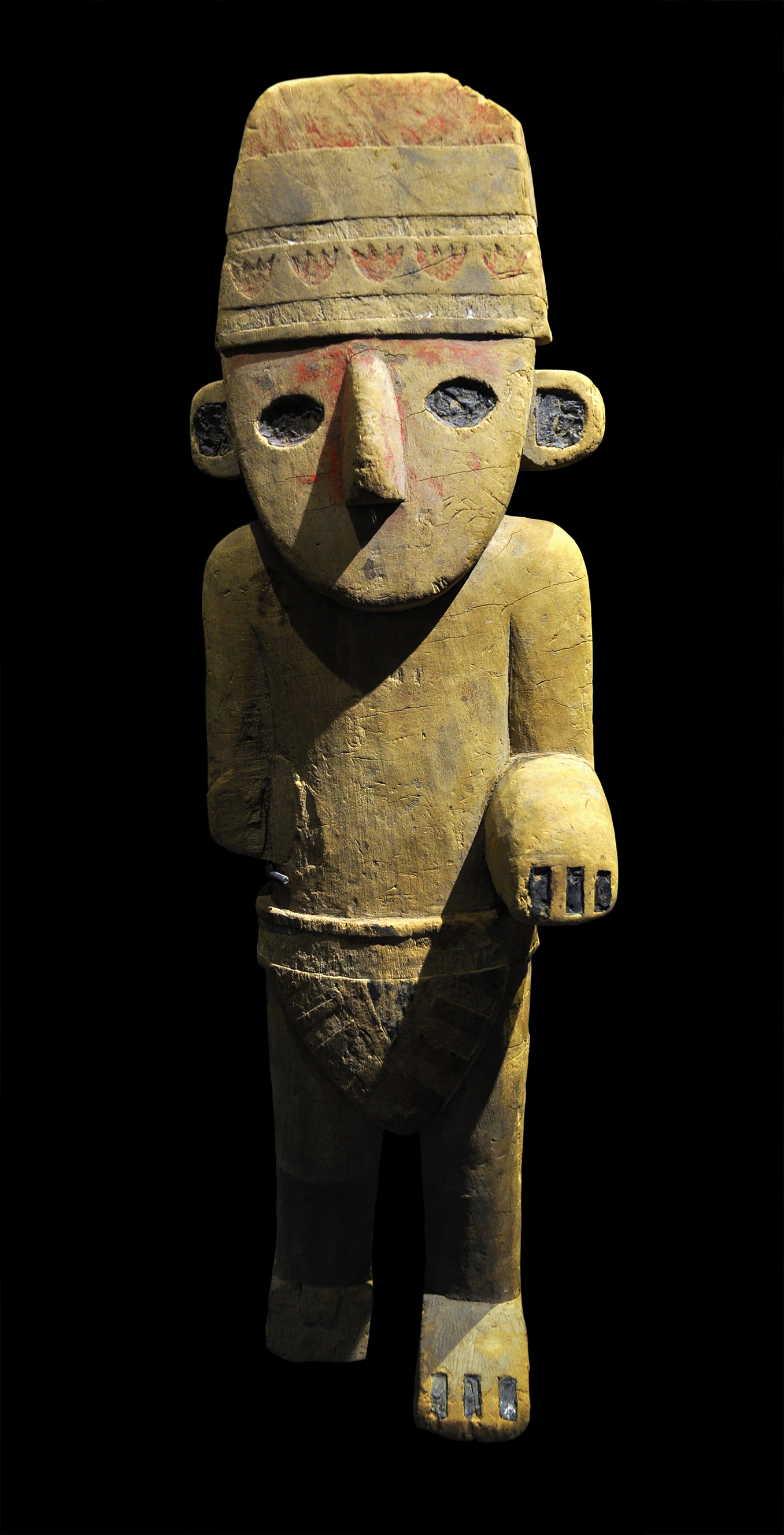
Statue chimú très semblable à celle apparaissant dans l'album, au musée Art et Histoire de Bruxelles.

Au musée d'ethnographie de Bruxelles, un fétiche arumbaya est volé puis restitué le lendemain. En parallèle, un dénommé Balthazar, sculpteur, est retrouvé mort dans son appartement. Tintin découvre que le fétiche restitué n'est qu'une copie et décide de mener sa propre enquête sur ces deux affaires qui semblent liées. En remontant les pistes, il découvre que deux bandits, Alonzo Pérez et Ramón Bada, s'intéressent aussi au fétiche. Les deux hommes partent pour le San Theodoros, une république fictive d'Amérique du Sud, à bord du paquebot Ville-de-Lyon, sur lequel s'est embarqué le voleur du fétiche et assassin de Balthazar, Rodrígo Tortilla. Tintin les poursuit mais ne peut les empêcher de tuer Tortilla. Il les fait cependant arrêter à l'arrivée du navire à Las Dopicos, capitale santheodorienne, mais les deux hommes sont rapidement libérés par des complices. Quant au fétiche qu'ils ont repris au voleur, il s'agit lui aussi d'un faux.
Tintin est alors piégé par une invitation à se rendre à terre pour assister au soi-disant interrogatoire des malfaiteurs, et aussitôt arrêté par les autorités locales, convaincues par une dénonciation du reporter, appuyée par une traitresse machination. Accusé de terrorisme et condamné à être fusillé Tintin se retrouve au cœur d'une révolution au cours de laquelle la victoire change de camp successivement.

Drapeau du San Theodoros.

Il est finalement sauvé par l'accession au pouvoir du général Alcazar. Ce dernier fait de Tintin son nouvel aide de camp. Le jeune reporter est rapidement confronté à Alonzo Pérez et Ramón Bada qui, croyant qu'il possède toujours le fétiche volé par Tortilla le font enlever pour l'obliger à le leur rendre. Tintin leur échappe et les capture de nouveau.
De retour à Las Dopicos, il échappe à un attentat visant Alcazar et doit gérer les affaires du pays pendant la convalescence du général. Il reçoit la visite de monsieur Chicklet, le représentant d'une importante compagnie pétrolière qui lui demande de convaincre Alcazar de déclarer la guerre au Nuevo Rico afin que sa compagnie puisse exploiter les ressources du Gran Chapo, un désert frontalier des deux États. Devant le refus du reporter, Chicklet promet de se venger de lui et de le faire disparaître. À son retour, le général Alcazar reçoit Chicklet puis Basil Bazaroff, un marchand d'armes, qui le convainquent de déclarer la guerre à son voisin et le persuadent que Tintin est un espion travaillant pour ce pays. Alcazar fait aussitôt arrêter son aide de camp et le condamne à mort.
Alors qu'il parvient à s'évader, Tintin est poursuivi par l'armée du San Theodoros puis celle du Nuevo Rico. Il se réfugie chez les Arumbayas où il rencontre Ridgewell, un explorateur anglais que tout le monde croit mort. Grâce à lui, il découvre le secret du fétiche : celui-ci renferme un précieux diamant dérobé aux Arumbayas.
Tintin retourne en Europe et découvre que le frère de Balthazar, sculpteur lui aussi, réalise des copies parfaites du fétiche. Ce dernier lui révèle qu'il vient de vendre l'original à un riche collectionneur américain, Samuel Goldwood, reparti dans son pays à bord du S.S. Washington. Le reporter se hâte pour rejoindre le navire, mais, arrivé à bord, il tombe sur Alonzo Pérez et Ramón Bada qui l'ont devancé et viennent de voler le fétiche dans la cabine de Goldwood. Surpris, les deux bandits lâchent le fétiche qui se brise en tombant, libérant le diamant qui disparaît en mer. Furieux, les deux hommes se jettent sur Tintin et, dans la bagarre, tous trois tombent à la mer. Le jeune reporter est repêché par l'équipage du navire, tandis que les deux malfrats meurent noyés. Tintin raconte alors toute la vérité à propos du fétiche à monsieur Goldwood, qui décide de le restituer aussitôt au musée.

### Personnages

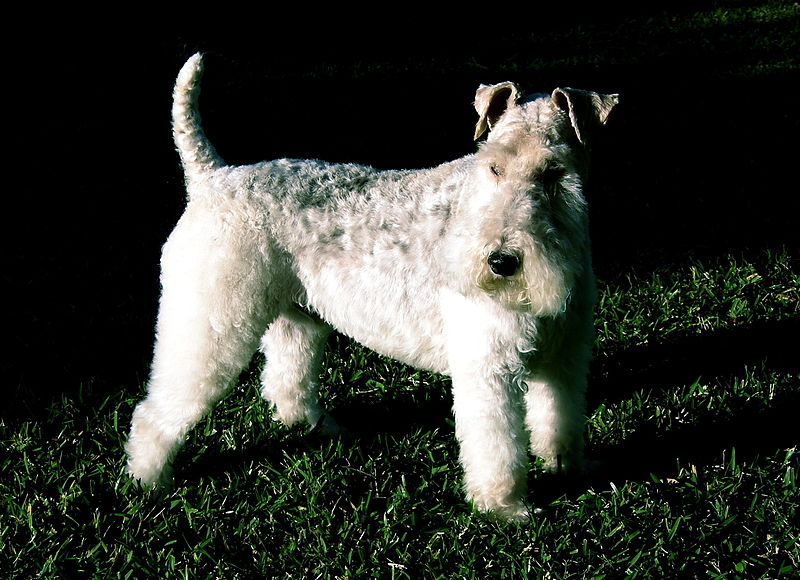
Milou, le fidèle compagnon de Tintin, est un fox-terrier à poil dur.

Le lecteur découvre la vie quotidienne de Tintin dans cette aventure : le héros apparaît dans son bain, faisant sa gymnastique ou consultant une encyclopédie dans sa bibliothèque. Alerté du vol du fétiche par les nouvelles radiophoniques, le jeune reporter se précipite au musée ethnographique et consigne quelques notes sur l'affaire dans un calepin — ce qui constitue la dernière manifestation de son activité journalistique dans la série. Tout autant que les images le montrant dans son appartement, la séquence de son exécution retardée puis de sa libération, dans laquelle il apparaît complètement saoul, contribue à faire de Tintin un héros plus humain et moins parfait que dans ses premières aventures.
Le jeune reporter est toujours accompagné de son fidèle Milou, un fox-terrier à poil dur doué de la parole, même si son maître est le seul à pouvoir le comprendre. Milou se permet d'ailleurs des commentaires parfois moqueurs, comme pour mettre en perspective les exploits répétés de Tintin : « Encore un peu et il se croira aussi fort que Sherlock Holmes ». À l'inverse, les Dupondt ne suivent pas Tintin dans son voyage. Contrairement aux deux aventures précédentes, les deux policiers sont en retrait. De fait, leur intervention se limite à l'enquête sur le vol du fétiche au début de l'aventure, une affaire qu'ils considèrent comme classée après le retour de l'objet sur son socle, quand Tintin est le seul à s'apercevoir qu'il s'agit d'un faux.
L'Oreille cassée marque avant tout l'entrée dans la série du général Alcazar. Ce révolutionnaire incarne l'archétype du dictateur à l'ego surdimensionné, guidé avant tout par son ambition personnelle et manipulé par les marchands d'armes ou les compagnies pétrolières occidentales. Ce personnage est indissociable de son rival le général Tapioca, seulement mentionné dans cette aventure et qui n'apparaîtra physiquement que dans le dernier album achevé de la série, Tintin et les Picaros. D'autres personnages font leur entrée dans L'Oreille cassée et reviennent dans une autre aventure. C'est le cas du marchand d'armes Chicklet, un « ploutocrate » qui convainc le général de déclarer la guerre au Nuevo Rico en échange d'un intéressement personnel, de son homme de main Pablo, qui finit par se rallier à Tintin, de l'explorateur Ridgewell et de la tribu des Arumbayas.
De nombreux personnages effectuent ici leur unique apparition. C'est le cas des bandits Ramón Bada et Alonzo Perez qui meurent à la fin de l'album ; on peut également citer le marin Le Goffic, commandant du paquebot Ville-de-Lyon, qui s'appelait Dupont dans la version originale en noir et blanc ou son steward trop bavard qui révèle aux bandits la présence de Rodrigo Tortilla sur le navire, ainsi que Don José Trujillo, le riche propriétaire d'une hacienda qui présente le guide Caraco à Tintin, le marchand d'armes Basil Bazaroff, le colonel Ronchont, locataire de l'immeuble du sculpteur Balthazar, ou encore le général Mogador, dictateur du Nuevo Rico.

### Lieux visités
Le récit s'attarde dans la ville d'origine de Tintin, Bruxelles (même si celle-ci n'est pas expressément nommée), ce qui est une première dans la série. Le lecteur découvre l'appartement du jeune héros, au 26, rue du Labrador, une rue fictive qui évoque celle de la rue Terre-Neuve, proche de la place du Jeu de Balle dans le quartier des Marolles.
La poursuite du fétiche volé entraîne ensuite Tintin au San Theodoros, un petit pays d'Amérique latine en guerre contre le Nuevo Rico. Ces deux États sont les premiers pays imaginaires inventés par Hergé pour le besoin de sa fiction. Une grande partie de l'intrigue se déroule également en mer, d'abord sur le Ville-de-Lyon, à bord duquel Tintin et les bandits s'embarquent au Havre pour rejoindre la capitale santheodorienne, Las Dopicos, puis sur le Washington, navire sur lequel le fétiche est retrouvé.

## Création de l'œuvre

### Contexte d'écriture
À partir des Cigares du pharaon, quatrième aventure de la série parue entre décembre 1932 et février 1934, Hergé entame un processus de transformation de son œuvre, abandonnant le « rêve naïf de prise de possession du monde » qui teintait les premiers épisodes pour une ambition plus littéraire en lançant son héros dans une véritable enquête.
Le succès populaire et critique des Cigares lui fait prendre conscience des possibilités romanesques que lui offre la bande dessinée. Avec Le Lotus bleu, et la rencontre de Tchang Tchong-jen, le dessinateur franchit un nouveau pas vers le réalisme et le récit construit. La préparation de l'aventure se double d'un abondant travail de documentation pour présenter au lecteur une image aussi fidèle que possible du pays dans lequel Tintin se déplace. Dès lors, la fantaisie des premiers volets s'efface pour laisser place à un réalisme tant géopolitique que graphique.

### Sources et inspirations

#### Actualité de l'époque
« Hergé n’invente jamais ; il s'imbibe et transpose — en effaçant partiellement la violence, l'horreur, le mal historique — le discours d'actualité de son temps. »

— Marc Angenot, Basil Zaharoff et la guerre du Chaco : la tintinisation de la géopolitique des années 1930, 2010

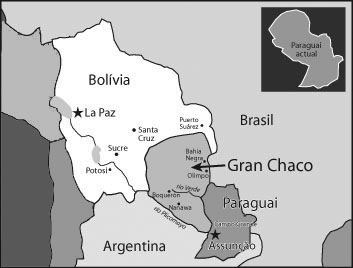
Situation géographique avant la guerre du Chaco, qui a inspiré le conflit dans l'album.

Comme il l'a fait dans Le Lotus bleu à travers l'incident de Mukden et l'invasion japonaise de la Mandchourie, Hergé cherche à inscrire son nouveau récit dans l'actualité politique de son époque. Ainsi L'Oreille cassée s'inspire de nombreux évènements qui se déroulent en Amérique du Sud quelques années avant sa parution. En premier lieu, le récit est contemporain d'une suite de pronunciamientos qui frappent l'Argentine : en 1930, le coup d'État qui renverse le président Hipólito Yrigoyen au profit d'une junte militaire dirigée par le général José Félix Uriburu marque le début de la « Décennie infâme ». De même, en 1931, un coup d'État au Salvador porte au pouvoir Maximiliano Hernández Martínez qui met en place une dictature militaire.
L'intrigue s'inspire fortement de la guerre du Chaco, un conflit extrêmement meurtrier qui oppose la Bolivie et le Paraguay de 1932 à 1935 et dont Hergé suit le déroulement dans le périodique satirique français Le Crapouillot. Le journal développe une idée largement répandue à l'époque et reprise par l'écrivain Anton Zischka dans La Guerre secrète pour le pétrole en 1934. Selon cette thèse, deux compagnies pétrolières occidentales, la Standard Oil, implantée en Bolivie, et la Royal Dutch Petroleum Company, présente au Paraguay, inciteraient les gouvernements respectifs à annexer la région pour s'en approprier les ressources pétrolières. En réalité, le Gran Chaco ne renferme aucun gisement de pétrole, et les causes de la guerre sont si nombreuses que la question de l'or noir n'a joué qu'un rôle mineur dans le déclenchement du conflit, si ce n'est à des fins de propagande de la part des belligérants,. Hergé reprend toutefois à son compte les informations du Crapouillot, tout en les transposant dans un univers fictif afin de conserver une liberté totale sur les plans géographique, historique et géopolitique. Il crée deux États fictifs, le San Theodoros et le Nuevo Rico, tandis que la guerre du Chaco devient la guerre du Grand Chapo.
Plus discrètement, dans la première version de l'aventure, alors que Tintin écoute la radio dans son appartement, des événements relatifs à la seconde guerre italo-éthiopienne sont évoqués.

#### Personnalités

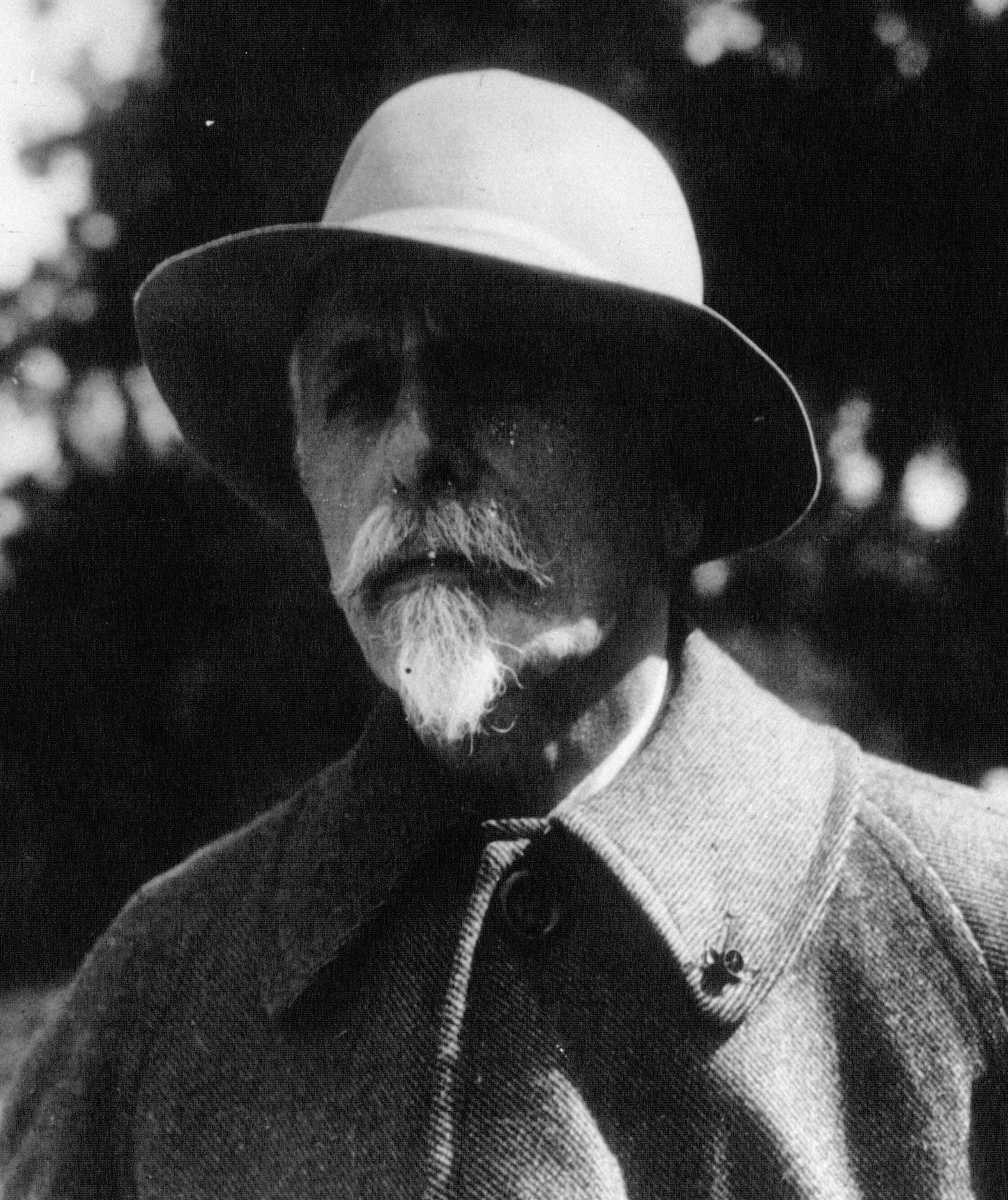
Le marchand d'armes Basil Zaharoff en 1928, qui inspire le personnage de Basil Bazaroff.

Hergé s'inspire également de personnages existants dont il masque à peine le nom. Ainsi, le cynique Basil Bazaroff, qui en quelques heures vend les mêmes armes aux deux belligérants dans l'album, est une réplique du célèbre marchand d'armes Basil Zaharoff, président de la Vickers-Armstrongs, maquillée en « Vicking Arms Co » dans L'Oreille cassée,. Le dessinateur tire son inspiration d'un article de Xavier de Hauteclocque, Sir Basil Zaharoff, le magnat de la mort subite, publié dans le numéro de mars 1932 du Crapouillot. Le personnage d'Hergé, d'abord nommé « Mazaroff » dans la version en noir et blanc, conserve les mêmes traits physiques et le même habillement que l'original, dessiné à partir des photographies qui figurent dans le journal.
Par ailleurs, les personnages de R. W. Chicklet, directeur de la General American Oil qui soutient Alcazar, et de son rival de la Compagnie Anglaise des Pétroles Sud-Américains, qui pousse le Nuevo Rico à la guerre, sont directement inspirés de John Davison Rockefeller, créateur de la Standard Oil, et Henri Deterding, fondateur de la Royal Dutch Petroleum Company.
De même, le général Olivaro, dont la statue trône dans la capitale santhéodorienne, rappelle Simón Bolívar, président de la république bolivienne et figure emblématique de l'émancipation des colonies espagnoles en Amérique du Sud,.

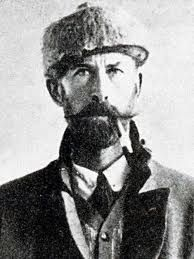
L'explorateur Percy Fawcett (ici en 1911) inspire le personnage de Ridgewell.

Au cours de l'histoire, Tintin rencontre l'explorateur Ridgewell, disparu depuis plus de dix ans et que tout le monde croit mort alors que ce dernier, appelé « Le vieillard blanc », a choisi d'abandonner la civilisation occidentale pour devenir membre de la tribu des Arumbayas. Ce personnage évoque le véritable explorateur britannique Percy Fawcett, probablement mort en 1925 à la recherche d'une cité perdue dans la forêt amazonienne,. Le mystère qui entoure sa disparition a nourri de nombreux fantasmes et inspiré plusieurs romanciers, desquels Hergé prend la suite. L'explorateur Robert de Wavrin est également cité comme source, notamment pour les films qu'il réalise lors de ses expéditions. Son film Au Pays du Scalp dans lequel il raconte son séjour chez les Indiens Jivaros, réducteurs de tête, a été présenté en 1931.
Enfin, le nom du riche collectionneur qui achète de bonne foi le fétiche et accepte de le restituer au musée, Samuel Goldwood, évoque par transparence celui du producteur américain Samuel Goldwyn, l'un des fondateurs de la Metro-Goldwyn-Mayer.

#### Géographie, paysages et culture

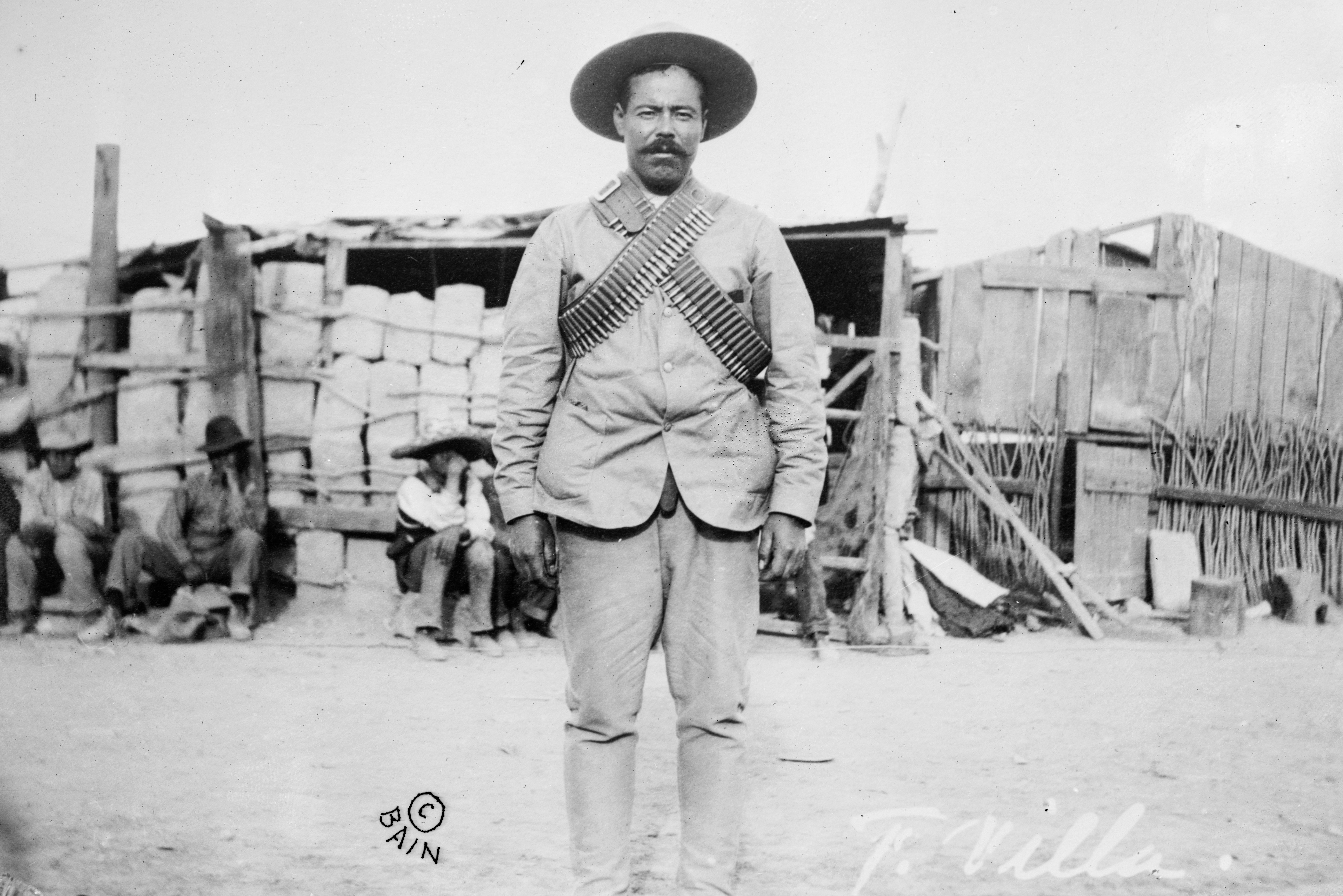
La tenue des révolutionnaires santhéodoriens s'inspire de celle des combattants mexicains, comme Pancho Villa.

L'Oreille cassée est un exemple de « merveilleux géographique », mettant en scène une géographie imaginaire exotique et nourrie de références diverses. Pour ses décors, Hergé assemble différentes inspirations contradictoires de pays d'Amérique latine, et même d'Amérique centrale, aussi bien pour la culture, l'habitat, les peuples que le paysage.

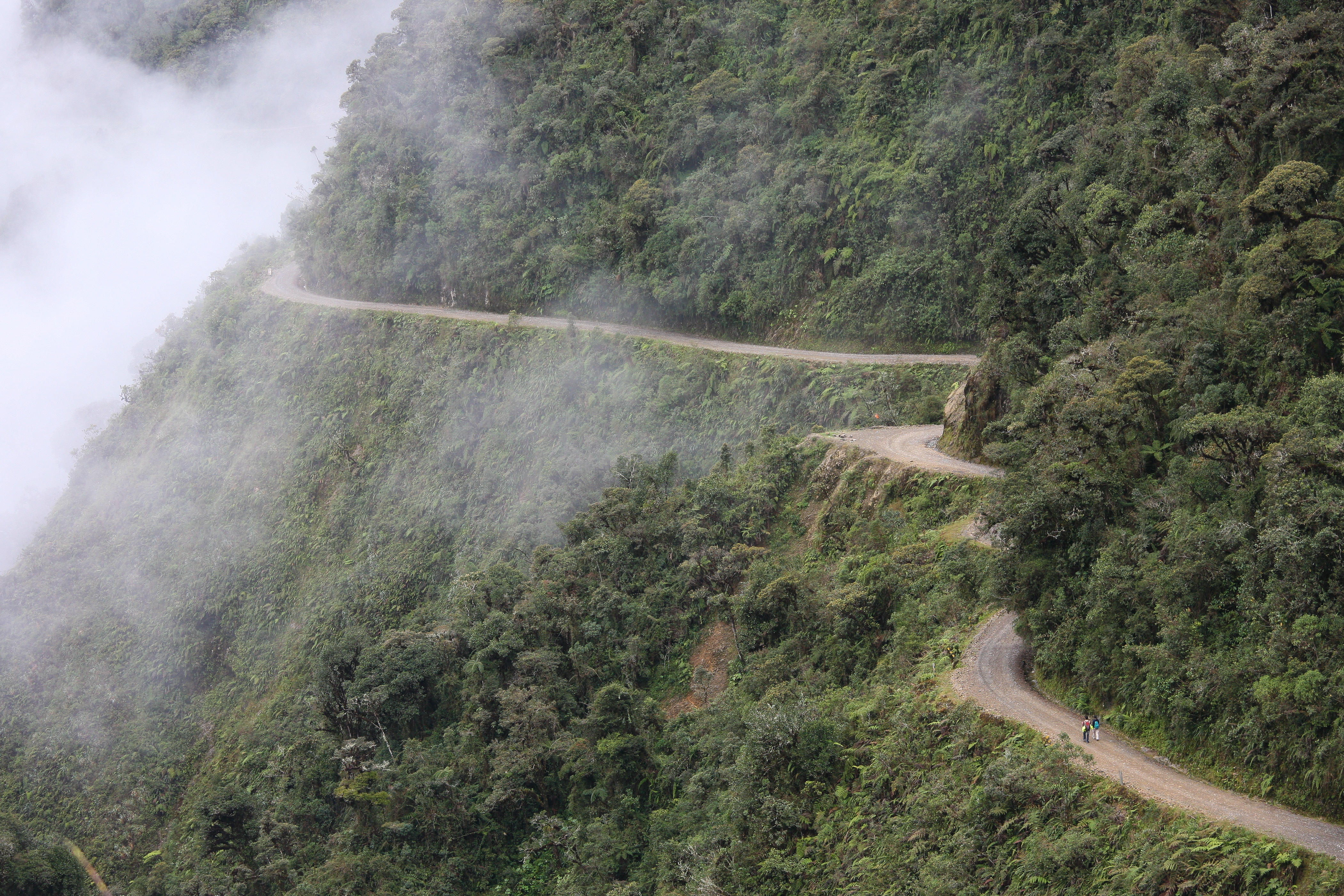
La route des Yungas inspire un décor de l'album.

Pour créer le San Theodoros et le Nuevo Rico, le dessinateur s'inspire de la Bolivie et du Paraguay, mais également de la révolution mexicaine menée par Pancho Villa et Emiliano Zapata à partir de 1910. La représentation des révolutionnaires santhéodoriens, coiffés de sombreros et portant des cartouchières, reprend en effet des scènes du film Viva Villa !, réalisé par Jack Conway en 1934. La route que Tintin emprunte après s'être échappé de la prison santhéodorienne évoque la route bolivienne des Yungas, surnommée la « route de la Mort » en raison de ses pentes abruptes, de son étroitesse et de l'absence de garde-corps. Plusieurs toponymes cités dans l'album sont construits à partir de jeux de mots. Ainsi le nom « Gran Chapo » évoque, par transparence, l'expression « grand chapeau », tandis que le Nuevo Rico, que l'on peut traduire par « nouveau riche » en espagnol, révèle l'ambition de cet État. Sa capitale, « Sanfación », reprend le modèle de la capitale paraguayenne Asuncion et dissimule l'expression « sans façon ». Il en est de même pour les noms de certains personnages : le général Alcazar tire son nom d'un mot espagnol désignant un palais fortifié et qui est parfois attribué à des salles de spectacles. Le nom du marchand d'armes Chicklet est quant à lui inspiré d'une marque de chewing-gum.
Hergé mêle les époques et les civilisations. Pour dessiner le fétiche arumbaya, il copie une statuette chimú exposée au musée du Cinquantenaire de Bruxelles,. Cette civilisation précolombienne, installée sur la côté nord du Pérou, est donc éloignée du territoire supposé des arumbayas, en pleine forêt amazonienne. Seule différence notable : les oreilles de la statue originale sont intactes. Bien que francophone, Hergé grandit dans un milieu linguistique non homogène et le marollien, un dialecte bruxellois parlé par sa grand-mère, le marque durablement, au point d'influencer son écriture,. Ainsi la langue des Arumbayas est truffée de références dialectales,,, comme dans la formule de politesse « Karah bistoup », qui cache à peine le terme « carabistouille », ou dans l'expression « stoum érikos », dans laquelle se dissimule le mot« sto(e)mmerik » qui signifie « imbécile ». Entre eux, les Arumbayas parlent pourtant un excellent français, mais ils s'expriment dans leur langue dans les situations de dialogue avec Tintin.

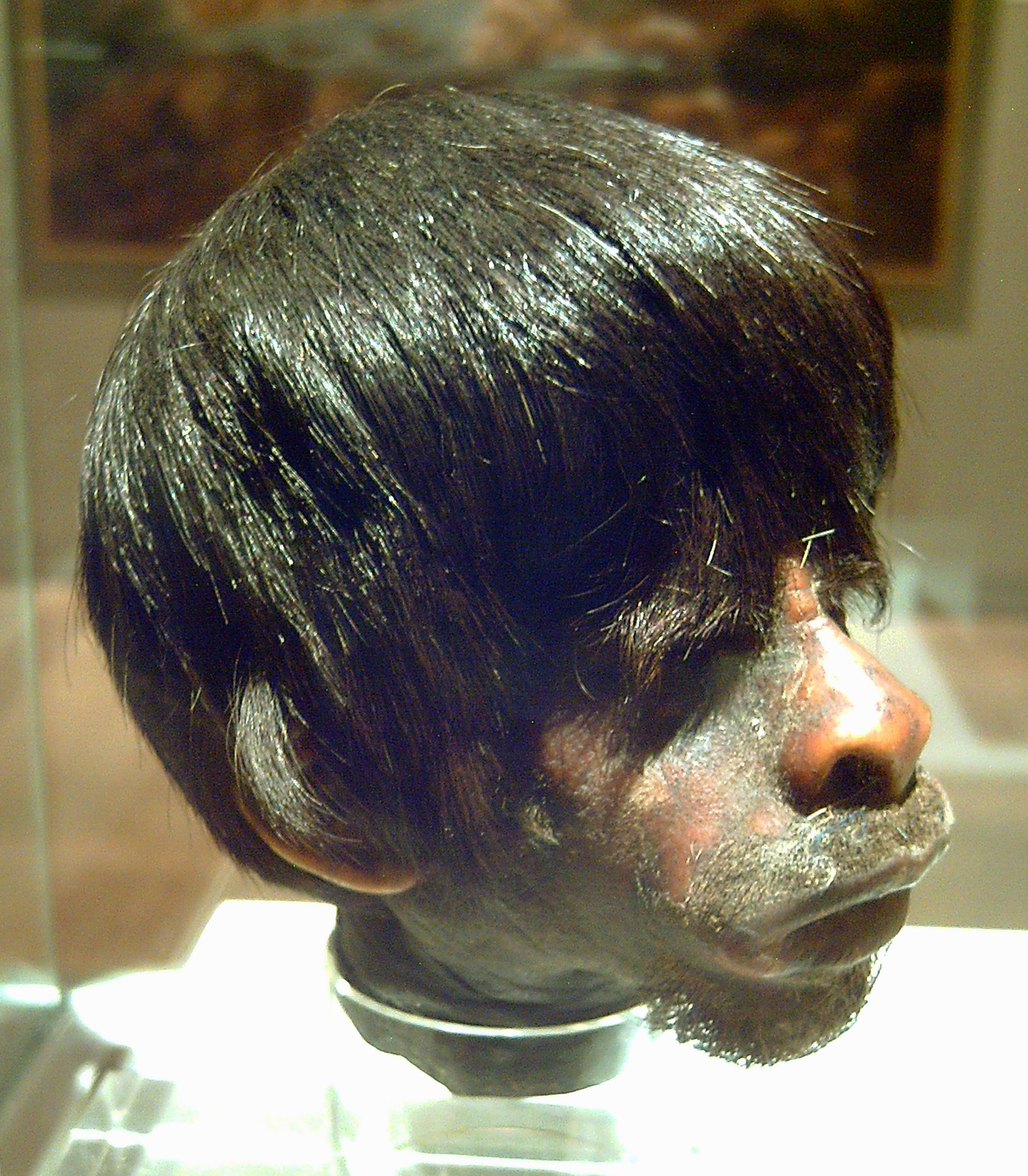
Une tête réduite des Jivaros.

Le peuple des Bibaros, ennemis des Arumbayas et que Hergé présente comme des réducteurs de têtes, est directement inspiré des Jivaros, installés entre l'Équateur et le Pérou,
Désireux d'en savoir plus sur les Arumbayas au début de son enquête, Tintin tire de sa bibliothèque l'ouvrage d'un certain Ch. J. Walker, intitulé Voyage aux Amériques, paru chez Graveau en 1875. Ce livre est une invention d'Hergé, et selon Frédéric Soumois, spécialiste de l'univers de Tintin, le dessinateur s'est inspiré d'un ouvrage de Matthew Stirling, Historical and Ethnographical Material on the Jivaro Indians, de 1938, pour dessiner ses Arumbayas et leurs sarbacanes.

#### Autres décors
Comme il en a pris l'habitude, Hergé représente des modèles de voitures réelles pour apporter plus de réalisme à son dessin. Ainsi, en fuyant vers le Nuevo Rico, Tintin circule au volant d'une Rosengart LR2. Après avoir précipité ce véhicule dans un ravin pour faciliter sa fuite, il emprunte un véhicule militaire : il s'agit d'une Ford V8 cabriolet de la série 68 De Luxe, produite à moins de 5 000 exemplaires. Le dessinateur l'équipe d'une mitrailleuse pour en faire un véhicule militaire. De même, la voiture du docteur Triboulet est une Hotchkiss 20-30 HP de type AD limousine de 1912.
L'avion qu'empruntent Alonzo Perez et Ramon Bada dans la dernière case de la douzième planche est un Breguet Wibault-Penhoet 283, un petit avion trimoteur de la compagnie Air France, reconnaissable à son train d'atterrissage qui dispose de cache-roues.
L'avion particulier [sic] de "ce" [sic] monsieur Mazaroff / Bazaroff est inspiré du Junkers W 34.
La locomotive du train que Tintin manque de percuter dans sa course-poursuite avec les bandits est inspirée de la type 36 des chemins de fer belges.
Plusieurs bateaux sont également représentés dans l'album. Le Ville-de-Lyon, qui assure la liaison entre Le Havre et le San Theodoros, puis le Washington, sur lequel est finalement retrouvé le véritable fétiche, sont deux paquebots transatlantiques dont le modèle n'est pas clairement identifiable. À l'inverse, dans l'avant-dernière planche de la version originale en noir et blanc, le paquebot emprunté par Tintin pour rentrer en Europe est clairement identifiable, sans être cité : il s'agit du Normandie.
Enfin, dans les premières cases de l'album, les visiteurs du musée ethnographique peuvent observer une riche collection d'œuvres relatives aux arts premiers. Hergé les dessine à partir d'œuvres provenant du monde entier et extraites de plusieurs établissements, notamment les musées royaux d'Art et d'Histoire de Bruxelles et le musée royal de l'Afrique centrale de Tervueren. Il est possible de reconnaître, entre autres, des poteaux polychromes yoruba, originaires du Dahomey, un mât totémique provenant de l'ouest canadien, un masque bapende, un masque sénoufo, ou encore un masque funéraire inca.

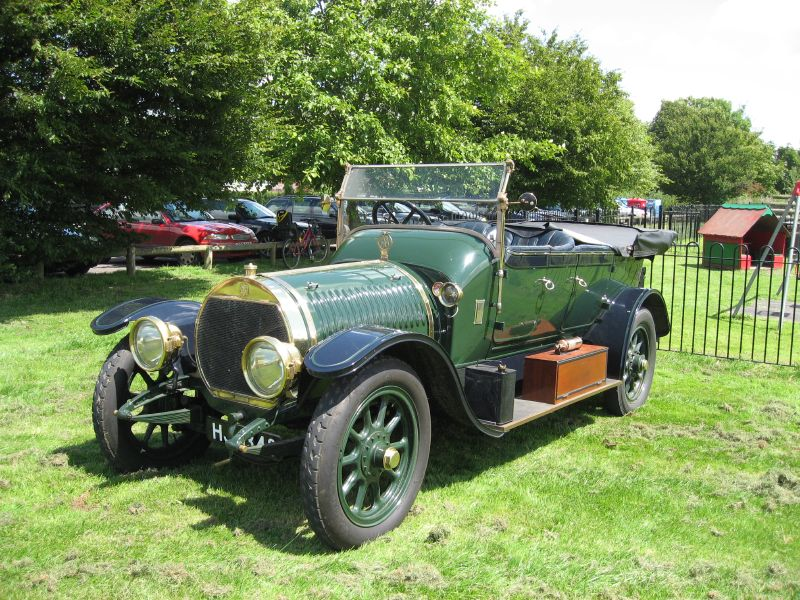
Une Hotchkiss 20-30 HP de type AD.
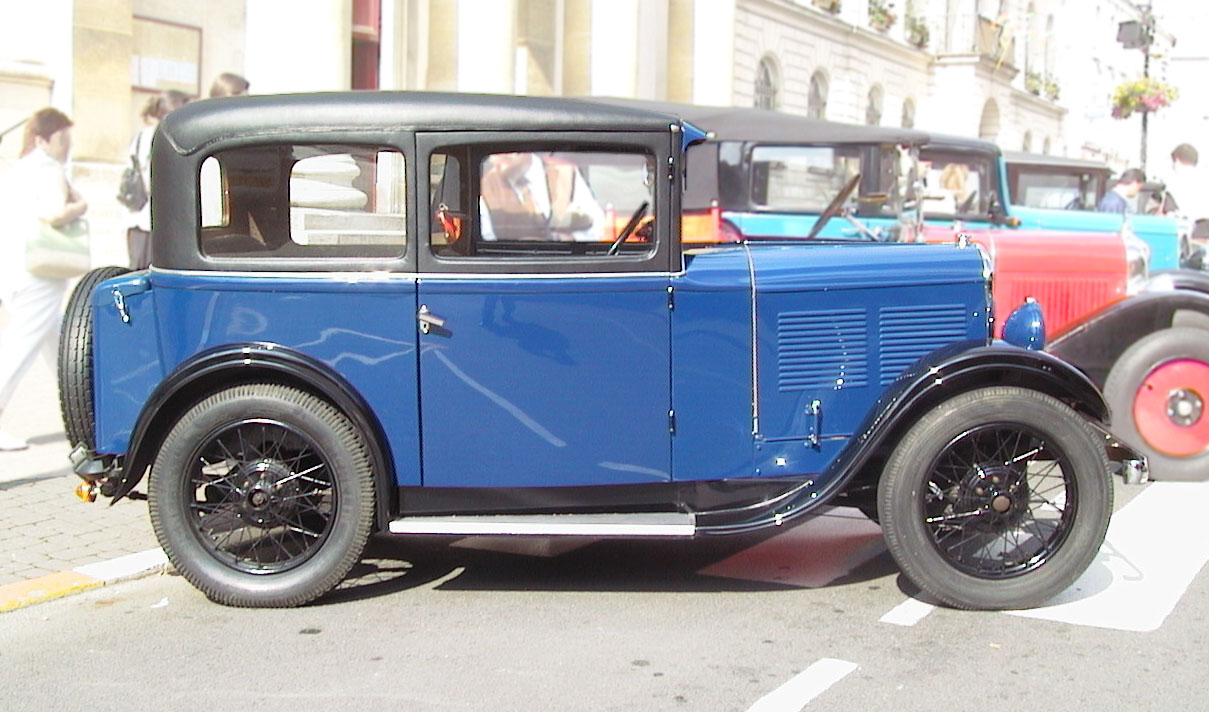
Une Rosengart LR2.
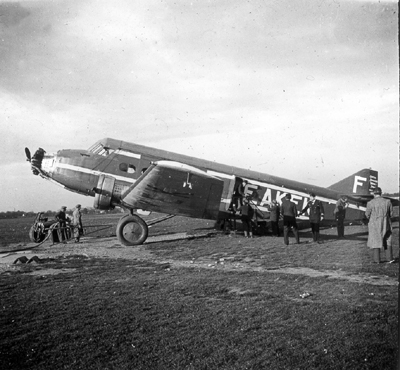
Un trimoteur Wibault 283T.

### Clins d'œil et références culturelles

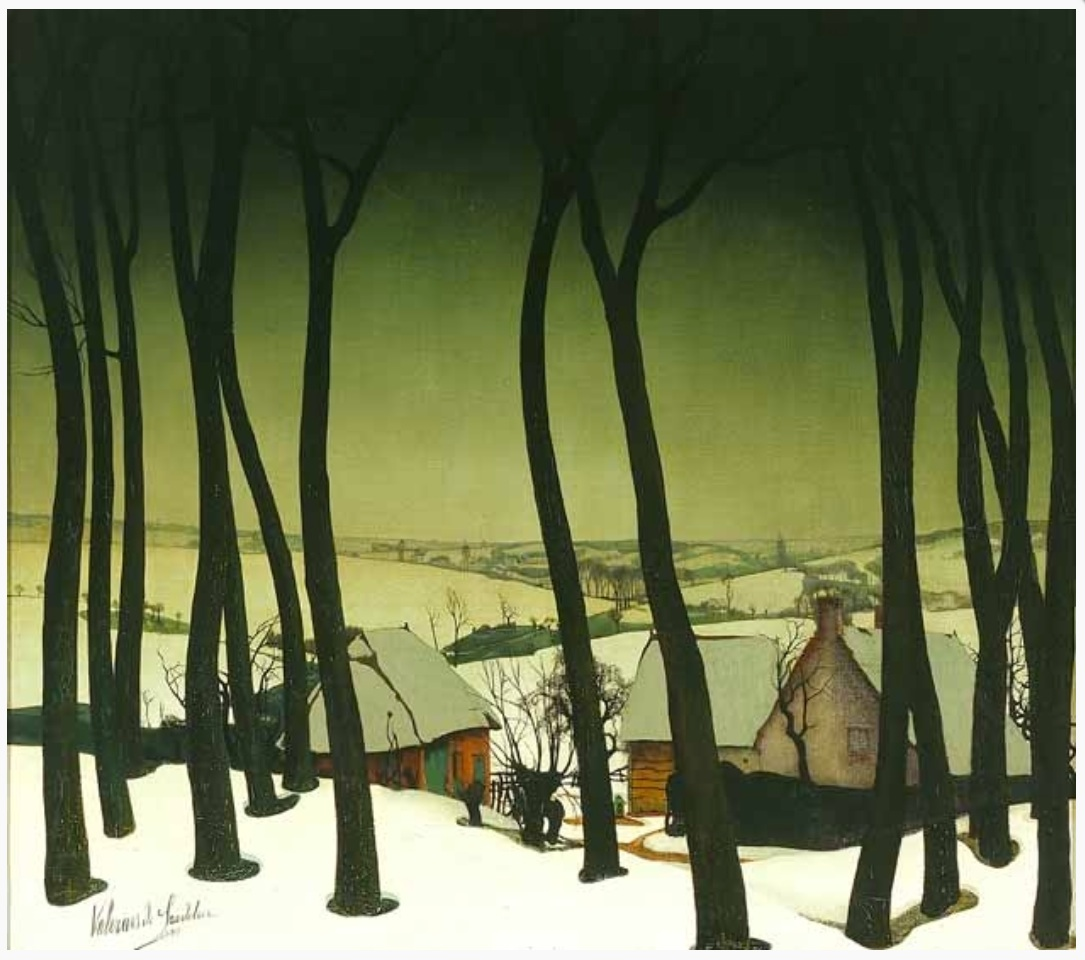
Hiver en Flandre, de Valerius De Saedeleer, figure dans l'appartement de Tintin.

Prenant exemple sur Alfred Hitchcock, qui aimait apparaître dans ses propres films, Hergé se dessine lui-même dans la deuxième case de l'album, sous les traits d'un visiteur du musée ethnographique, à l'arrière-plan.
L'universitaire Jean-Yves Puyo a découvert ce qu'il considère comme un plagiat dans cet album. Selon lui, plusieurs scènes sont directement reprises de l'album Les Pieds nickelés au Mexique, de Louis Forton, paru dans les années 1920. C'est la scène de la fausse exécution de Tintin, dans laquelle le héros, ivre, s'écrie « Vive le général Alcazar et les pommes de terre frites », une séquence reprise tant dans la mise en scène que dans la réplique. Une autre répartie est reprise mot à mot, lorsque le colonel chargé de son exécution avertit Tintin qu'il ne s'agit que d'un « mauvais moment à passer », de même que la scène de la distribution des grades d'officier.
Dans la première planche de l'album, pendant qu'il fait le ménage, le gardien du musée ethnographique entonne l'Air du toréador de l'opéra Carmen composé par Georges Bizet. Plus loin, dans l'appartement de Tintin, Hergé reproduit un tableau du peintre Valerius De Saedeleer intitulé Hiver en Flandre et datant de 1927, dont il avait acheté une copie. Ce tableau représente un paysage enneigé au milieu duquel figurent deux maisons abritées derrière une haie de grands arbres, tandis que les ombres projetées sur les colonnades des rues de Las Dopicos font référence au peintre surréaliste italien Giorgio De Chirico.
Par ailleurs, l'historien de la bande dessinée Thierry Groensteen et l'essayiste Jean-Marie Apostolidès trouvent une ressemblance entre le visage de Chicklet, le représentant de la General American Oil, et celui de l'humoriste américain Groucho Marx,.

## Parution et traductions

### Prépublication, parution en album et rééditions

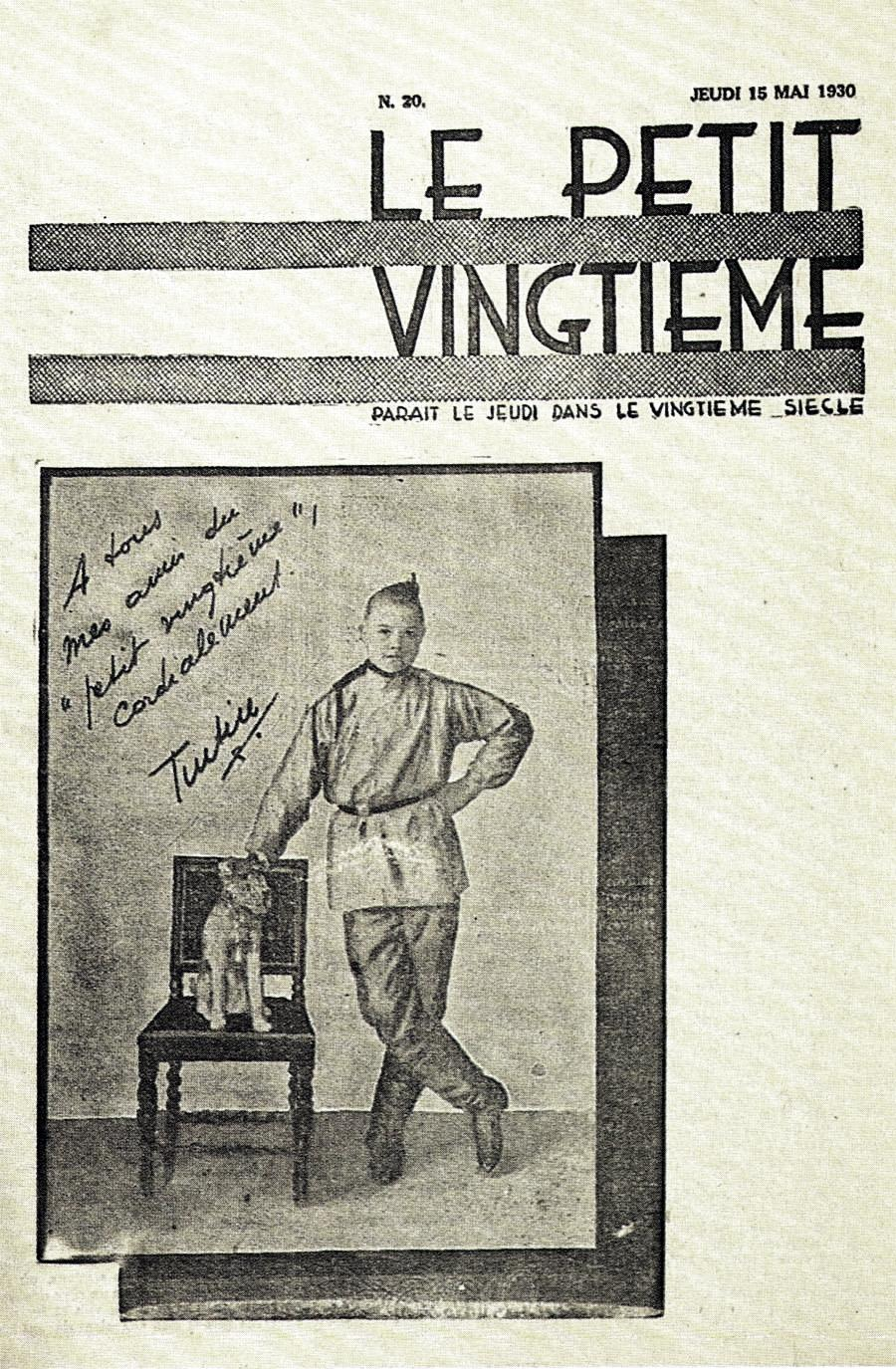
Le Petit Vingtième assure la première publication de L'Oreille cassée de 1935 à 1937.

La prépublication des planches de L'Oreille cassée, dans leur version originale en noir et blanc, commence le 5 décembre 1935 dans Le Petit Vingtième, le supplément hebdomadaire du journal Le Vingtième Siècle destiné aux enfants, sous le titre Les Nouvelles Aventures de Tintin et Milou. Elle s'achève le 25 février 1937, pour un total de 128 planches. À l'issue de leur publication, les planches sont rassemblées et éditées en album chez Casterman au cours de l'année 1937. Hergé en profite pour apporter une légère modification : l'Indien qui accompagne Tintin en pirogue jusqu'au territoire des Arumbayas est renommé Caraco, et non Carajo comme dans la première version, ce mot étant une insulte commune en espagnol.
Au début des années 1940, la popularité d'Hergé s'accroît, notamment depuis que ses récits sont publiés dans l'un des plus grands quotidiens belges, Le Soir. Son éditeur convainc Hergé d'accepter la mise en couleurs de ses albums afin de conquérir de nouveaux marchés. Une refonte complète est indispensable, dans la mesure où le format doit être ramené à 62 planches pour le récit. Pour autant, contrairement à d'autres aventures, L'Oreille cassée ne subit que des changements mineurs du point de vue des dessins. En revanche, la diminution drastique du nombre de planches entraîne la disparition de certaines scènes, notamment celle d'un rêve de Tintin. Ces changements opérés, L'Oreille cassée est réédité en juin 1943 et devient ainsi le premier album parmi les plus anciens à être publié en couleurs,,. Les 12 500 exemplaires du tirage initial se vendent très vite et en raison de la pénurie de papier qui touche l'imprimerie dans le contexte de l'occupation allemande, l'éditeur n'est pas en mesure de répondre à la demande.
En 1979, Casterman publie la version originale en noir et blanc dans le second volume de la collection des Archives Hergé, en compagnie des Cigares du pharaon et du Lotus bleu. En 1986, un fac-similé du premier album est à son tour publié.

### Publications étrangères et traductions
Comme les aventures précédentes, ce nouveau récit est diffusé en France dans les colonnes de Cœurs vaillants, sous le nom de Tintin chez les Arumbayas à partir du 7 février 1937, ainsi qu'au Portugal dans le journal O Papagaio, sous le titre Tim-Tim e o mistério da orelha quebrada, du 4 janvier au 26 décembre 1940. Une traduction néerlandaise est également proposée dans Het Laatste Nieuws, du 23 décembre 1942 au 23 février 1944. En Suisse, l'aventure est publiée dans L'Écho Illustré du 17 février 1940 au 12 avril 1941, mais des erreurs sont commises dans l'ordre des planches.
Hergé doit parfois retoucher son œuvre pour répondre aux demandes des diffuseurs étrangers. C'est le cas de l'une des scènes de L'Oreille cassée, quand les deux bandits coulent à pic à la fin du récit, un épisode que les directeurs de Cœurs vaillants jugent contraire à la bien-pensance. À leur demande, Hergé fait dire à Tintin : « Dieu ait leur âme ».
L'Oreille cassée est l'une des dernières aventures de la série à être éditée en album au Royaume-Uni, en 1975 chez Methuen sous le titre The Broken Ear. Quelques années plus tôt, en 1963, une édition espagnole est publiée chez Juventud. L'Oreille cassée est traduit dans de nombreuses langues nationales ou régionales : en grec en 1980, en turc en 1988, en breton en 1991, en danois en 2002, en catalan en 2003, en finnois et en thaï en 2004, en tchèque en 2006, en hongrois en 2008, en hindi en 2010 et en luxembourgeois en 2018.

## Analyse

### Style narratif

#### Vers la fin du feuilleton
« Si Le Lotus bleu représente un tournant essentiel, à la fois sur le plan graphique et sur le plan idéologique, une révolution presque aussi importante s'opère du point de vue narratif avec L'Oreille cassée. »

— Benoît Peeters, Hergé, fils de Tintin

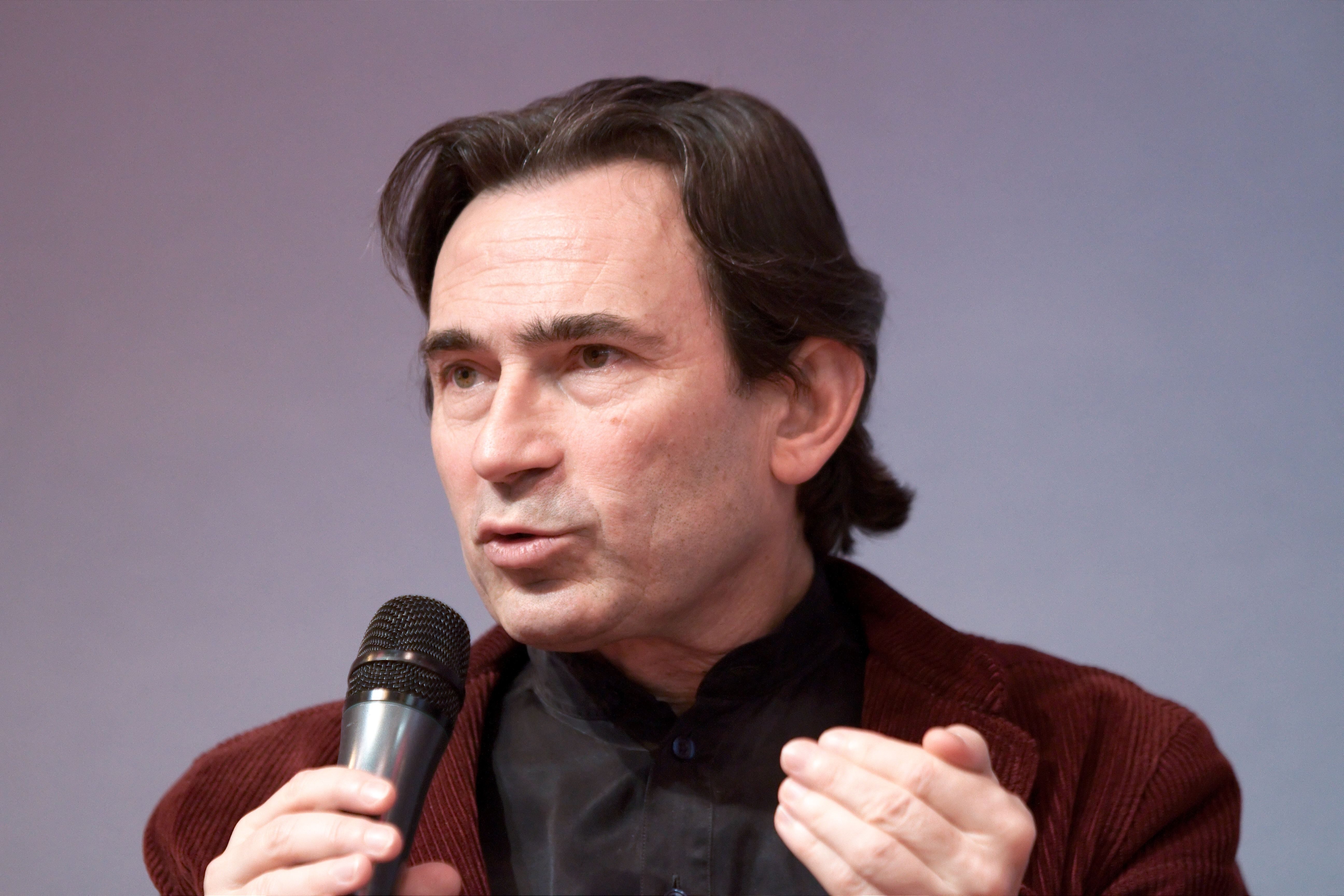
Benoît Peeters analyse la place essentielle de cet album dans la série.

L'Oreille cassée marque une évolution importante dans la série des Aventures de Tintin car c'est la première histoire qui repose sur une véritable idée de scénario. Dans les premiers albums, c'est d'abord le cadre géographique qui fournit l'essentiel du contenu du récit. Si Le Lotus bleu peut paraître plus construit, son élaboration s'est effectuée en cours de route avec l'appui de Tchang Tchong-jen. Avec L'Oreille cassée, Hergé franchit une nouvelle étape dans la recherche de l'unification du récit et veut raconter une histoire qui tienne d'un bout à l'autre.
Au premier abord, le scénario peut sembler très feuilletonesque, avec une succession de péripéties qui lui confèrent un air désordonné, au point qu'Hergé lui-même s'y perdait : « Je ne savais plus comment me dépêtrer : cette histoire de bijoux ? Qui avait tué ? Qui avait volé ? Pourquoi ? Comment ? Je n'en sortais plus. » Le professeur de littérature Marc Angenot juge d'ailleurs que l'intrigue, qui emboîte plusieurs énigmes, « ne tient pas tout à fait debout ». Pour autant, à travers le fétiche arumbaya, le dessinateur utilise un élément récurrent suffisamment porteur pour assurer l'unité du récit. Dès Les Cigares du pharaon, le signe du pharaon Kih-Oskh pouvait prétendre à la même fonction, mais son rôle demeurait secondaire derrière les nombreux rebondissements de l'intrigue et la quête des trafiquants de stupéfiants. Au contraire, le fétiche est présent du début à la fin de L'Oreille cassée : son vol est annoncé dans la première planche et ce n'est qu'à la soixantième planche qu'il est retrouvé, tandis que les rebondissements du scénario y sont étroitement liés. L'Oreille cassée, premier polar d'Hergé, est ainsi vu comme « un thriller de haut niveau » par l'écrivain et critique d'art Pierre Sterckx.
Avec le fétiche arumbaya, Hergé intègre dans ses Aventures le principe du « fil conducteur » qu'il n'hésitera pas à utiliser de nouveau pour d'autres récits, qu'il s'agisse de la quête d'un objet disparu, comme le sceptre d'Ottokar dans l'album du même nom, ou d'une personne chère, comme le professeur Tournesol dans Le Temple du Soleil et L'Affaire Tournesol, ou Tchang dans Tintin au Tibet. Spécialiste de l'œuvre d'Hergé, Benoît Peeters rapproche le fétiche arumbaya du MacGuffin défini par Alfred Hitchcock et qui instaure la dynamique du récit : « L'élément poursuivi concentre les énergies, celles des personnages aussi bien que celle du lecteur. Créant des réactions en chaîne, il confère à cet album une vitalité sans pareille. »
L'essayiste Jean-Marie Apostolidès juge que cette aventure est plus construite que les précédentes, malgré une intrigue parfois embrouillée et incohérente, mais aussi plus légère : « Elle pose sur le monde adulte un regard d'enfant espiègle ou sceptique, alors que précédemment l'univers extérieur était vu à travers les yeux d'un enfant sage ». Il compare l'ambiance de l'album à celle d'un vaudeville, comme « une adaptation de l'univers de Feydeau à la bande dessinée ».

#### Mise en place de nouvelles structures narratives
L'écrivain Renaud Nattiez considère que L'Oreille cassée inaugure une série de seize albums consécutifs qui possèdent la même structure narrative, composée de six éléments. Tout d'abord, le récit commence par une situation banale, ancrée dans le quotidien, qu'un fait anodin vient perturber, précipitant l'engagement de Tintin. Celui-ci énonce alors une phrase qui marque le commencement de l'aventure. Vient son départ, puis une longue ascension vers l'objectif, avant le succès final qui se caractérise par la joie de Tintin, symbolisant le retour à la vie quotidienne.
Sur le plan narratif, L'Oreille cassée apporte d'autres nouveautés. Pour la première fois, l'intrigue s'attarde à Bruxelles et l'histoire débute dans un lieu peu propice à l'aventure, un musée. Pour la première fois également, Hergé inscrit son héros dans une forme de quotidienneté. Le lecteur découvre Tintin à son réveil dans son appartement, pratiquant la gymnastique et prenant son bain en écoutant la radio. La première planche de L'Oreille cassée révèle une autre particularité : c'est le seul album de la série qui commence par une « historiette à laquelle ne participent que des personnages étrangers tant au lecteur qu'à l'univers de la série », comme le remarque Gaëlle Kovaliv, auteure d'une étude sur les incipits dans Les Aventures de Tintin. Excepté le gardien, rien n'est dit de l'identité des autres personnages, avec lesquels Tintin n'a aucune interaction et qui ne sont en quelque sorte que de simples figurants. Le héros entre en scène au troisième strip. Son réveil et l'annonce d'un vol à la radio le matin même indiquent que cette scène est située sur la même temporalité que la première, jusqu'à ce que les deux se rejoignent au début de la planche suivante.
Par ailleurs, Hergé utilise une structure narrative qu'il reprendra dans deux autres albums, celle d'un objet longuement recherché alors qu'il se trouvait à portée. De fait, Tintin se lance dans un long voyage vers le pays des Arumbayas alors que le fétiche se trouvait depuis le départ à Bruxelles. Cette structure, dans laquelle le philosophe Jean-Luc Marion voit un « éloge de l'intériorité », se répète dans Le Trésor de Rackham le Rouge, quand les héros cherchent sur une île lointaine un trésor finalement enfoui dans la crypte du château de Moulinsart, puis dans L'Affaire Tournesol, avec les microfilms que le professeur Tournesol pensait avoir perdus en Bordurie et qu'il retrouve finalement dans sa chambre, oubliés avant son départ.
Enfin, Hergé situe la majeure partie de son récit dans deux pays imaginaires mais pourtant inscrits dans le monde réel et contemporain. Marc Angenot, professeur de littérature, rapproche ce cadre de celui de la romance ruritanienne, un sous-genre de la littérature de jeunesse apparu à la fin du XIXe siècle au Royaume-Uni et qui met en scène de petits États aux décors d'opérette, le plus souvent d'inspiration germanique ou balkanique. Dans le roman Le Prisonnier de Zenda d'Anthony Hope, fondateur de cette tradition, le héros part de Londres, une ville réelle, pour arriver à Strelsau, capitale balkanique fictive traitée de manière réaliste. Il en est de même dans L'Oreille cassée : Tintin quitte Bruxelles et prend le bateau au Havre, deux lieux réels, pour se diriger vers un lieu fictif, la république de San Theodoros et sa capitale Las Dopicos. Quelques années plus tard, Hergé opère le même choix pour Le Sceptre d'Ottokar en inventant la Syldavie et la Bordurie.

#### Thèmes et procédés narratifs récurrents
Dans cet album comme dans les précédents, Tintin est victime de nombreux accidents de la route. Le danger est permanent : il échappe à un premier accident en manquant de se faire happer par un train, puis simule une sortie de route avant d'en être réellement victime. Ces nombreux accidents remplissent une fonction narrative essentielle en relançant le récit de façon spectaculaire. C'est notamment l'accident de Tintin au poste de frontière qui déclenche la guerre entre le San Theodoros et le Nuevo Rico. Ce dernier accident revêt une particularité : il est l'un des rares dans la série où les conséquences physiques sont directement visibles pour le héros. L'Oreille cassée est d'ailleurs l'un des seuls albums dans lesquels la mort d'un personnage est évoquée, avec la disparition en mer des deux bandits Ramon Bada et Alonzo Perez (disparition qui est cependant traitée de manière comique), ainsi qu'avec les meurtres du sculpteur Baltazar et de Rodrigo Tortilla.

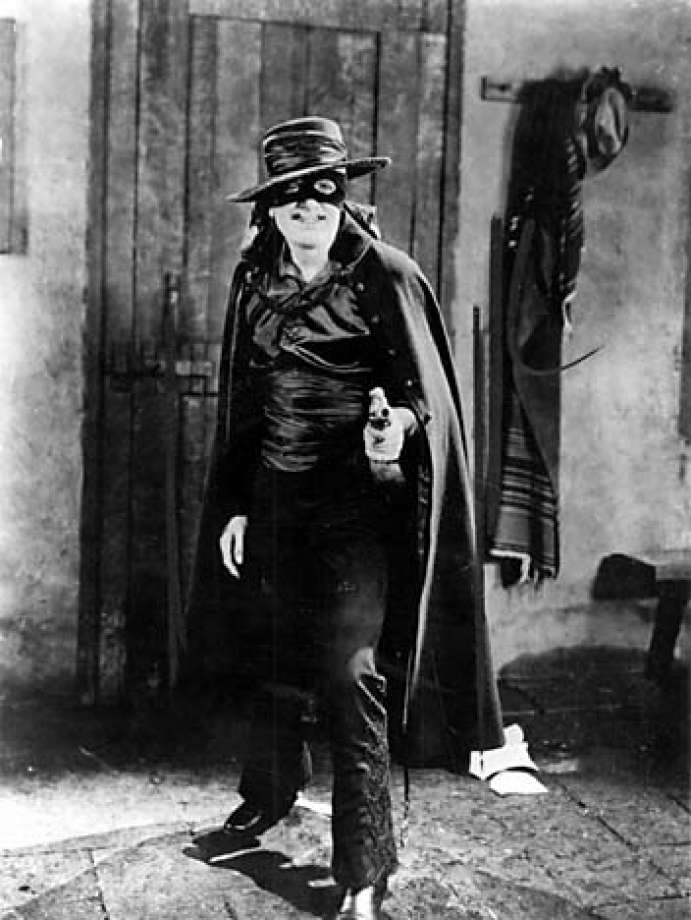
La tenue des terroristes santheodoriens évoque celle de Zorro.

La présence d'une société secrète au cœur de l'album est également une constante des premiers albums de la série. Dans cette aventure, le colonel Diaz, dégradé au rang de caporal au profit de Tintin, nourrit un sentiment féroce de vengeance envers le héros et le général Alcazar. Dès lors, il rejoint un groupe de terroristes santheodoriens, portant le loup et la cape noirs de Zorro ainsi que de larges sombreros.
Par ailleurs, l'avant-dernière case de la troisième planche est exempte de dessin et reproduit un article de journal. Il s'agit là d'un des procédés récurrents de l'œuvre d'Hergé : la « case-article » opère comme un raccourci narratif qui permet à Tintin comme au lecteur d'obtenir une information nouvelle qui fait rebondir le récit.
Sur le plan linguistique, le critique belge Jan Baetens constate que dans les premiers albums de la série, « le français supplante rapidement les langues des pays parfois lointains où se déroule l'action, et cela en dépit de toute ambition réaliste ». Il prend notamment pour exemple les inscriptions fictionnelles de L'Oreille cassée, comme les pancartes brandies lors des manifestations, toutes écrites en français. Dès lors, Hergé décide que tout le monde parlera français, choisissant plutôt un réalisme d'effets que de moyens. À l'inverse, les Arumbayas, coupés du monde, conservent leur langue autochtone, d'où la présence d'un interprète, en la personne de l'explorateur Ridgewell, pour que Tintin puisse entrer en communication avec eux. Mais ce réalisme vole immédiatement en éclats du fait que les dialogues entre les Arumbayas eux-mêmes sont immédiatement transcrits en français pour faciliter la compréhension du lecteur.
Du reste, l'historien de la bande dessinée Thierry Groensteen considère que les premiers albums de la série ne sont pas très drôles. Pour autant, Hergé y manie l'humour sans réserve car c'est un moyen pour lui de faire avancer son récit tout en faisant retomber la tension du lecteur. Ainsi, dans L'Oreille cassée, le rire se glisse même dans les situations les plus dramatiques, comme lors de la condamnation à mort de Tintin : ce dernier est tour à tour sauvé puis menacé de mort, tout en s'enivrant avec son bourreau. D'autres gags sont repris d'un album à l'autre : c'est le cas du perroquet facétieux qui tourmente Milou, déjà utilisé dans Tintin au Congo. Le fidèle compagnon de Tintin est lui aussi le sujet d'un comique de répétition. La queue de Milou subit en effet un funeste sort tout au long de l'album : elle est d'abord transpercée par une balle tirée par un soldat nuevo-riquien, puis c'est en le tirant par la queue que Tintin le sauve de la noyade quand il est pris dans les rapides. Plus tard, elle est de nouveau transpercée par une fléchette tirée par l'explorateur Ridgewell, puis mordue par des piranhas.

#### Transposition de l'actualité de l'époque

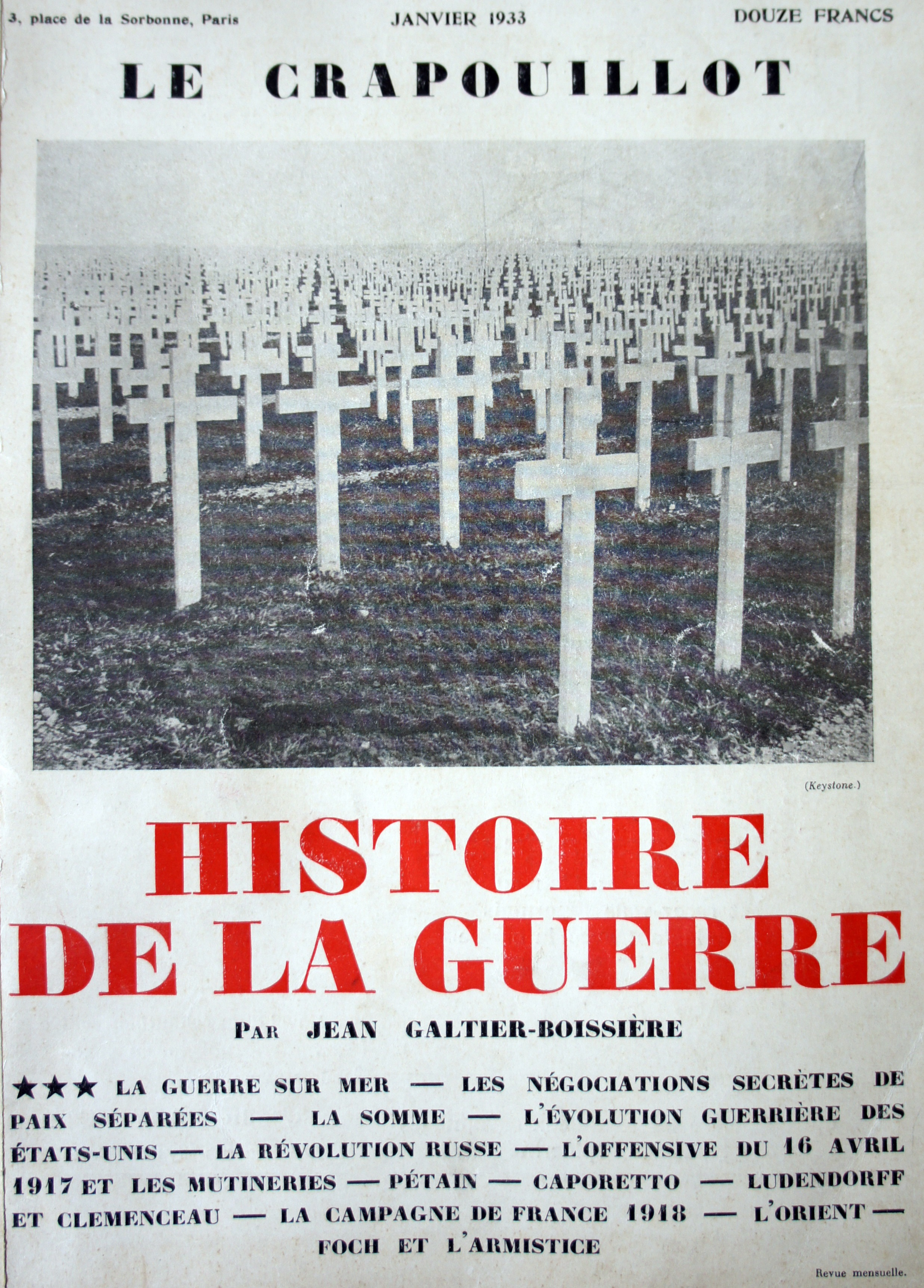
Le Crapouillot (ici de janvier 1933) est l'une des sources favorites d'Hergé.

Professeur de littérature, Pierre Masson affirme que Le Lotus bleu marque un tournant : après le « survol caricatural des grands blocs politiques » que constituaient les premiers albums, Hergé cherche à montrer la perte en crédibilité d'un monde en proie aux profiteurs et aux exploiteurs. Ainsi, la falsification est décrite comme l'arme favorite des tyrans : de la même manière que Mitsuhirato usait du « poison-qui-rend-fou » pour écarter ses ennemis dans Le Lotus bleu, Chicklet use de contrats et de faux documents pour parvenir à ses fins dans L'Oreille cassée. Pour l'essayiste Jean-Marie Apostolidès, le thème du complot est présent dans les différents épisodes de la série. De même que Tintin au pays des Soviets est un album anticommuniste, Tintin en Amérique peut être lu comme une critique du capitalisme sauvage et deux de ses figures se retrouvent dans L'Oreille cassée sous les traits du marchands d'armes Basil Bazaroff et du représentant pétrolier Chicklet.
Un autre professeur de littérature, Marc Angenot, évoque un concept de « tintinisation » de l'actualité dans le processus de création des œuvres d'Hergé. Il considère que cette actualité est filtrée en premier lieu par l'idéologie à la fois « simpliste et enfantine » dans laquelle a baigné le dessinateur dans sa jeunesse, celle de la droite catholique et conservatrice qu'il retrouve dans la presse qu'il affectionne, à l'image du Crapouillot,. Dans un second temps, cette lecture de l'actualité se fait sous l'effet d'un eurocentrisme dans lequel « l'absurdité et le grotesque croissent à mesure que l'on s'éloigne du centre où réside le bon sens ».
Pour autant, Marc Angenot n'accuse pas le dessinateur de militantisme. Il considère qu'il est avant tout l'héritier d'un répertoire de stéréotypes et d'intrigues diffusé dans les différents genres littéraires pour la jeunesse depuis le milieu du XIXe siècle et qui se marient d'autant plus avec son œuvre qu'ils sont le reflet des codes qu'il reçoit depuis l'enfance : « imagologie xénophobe comme source élémentaire inépuisable de comique, manichéisme des gentils et des méchants qui portent leur scélératesse sur leur visage basané ou en tout cas « pas de chez nous », énigme et récit d'enquête et de déchiffrement, quête d’un « objet de valeur » et parcours initiatique qui aboutit à la découverte d'un Lost World en forme de paradis perdu loin de la décadente civilisation, rousseauïsme simplet et moralisateur. »

### Style graphique
L'écrivain et critique d'art belge Pierre Sterckx considère la version en noir et blanc de L'Oreille cassée comme un chef-d'œuvre. Dans cet album, Hergé met en pratique tous les progrès accomplis avec Les Cigares du pharaon puis Le Lotus bleu, tant dans la maîtrise du trait que dans la justesse de la composition. L'influence du Lotus bleu se fait également sentir dans la première planche de l'aventure. Dans l'avant-dernière case, Hergé représente un vase ming de grande dimension dans l'appartement de Tintin, un objet qu'il a probablement rapporté de son dernier voyage. De ce fait, le dessinateur installe une continuité entre ses deux albums,.

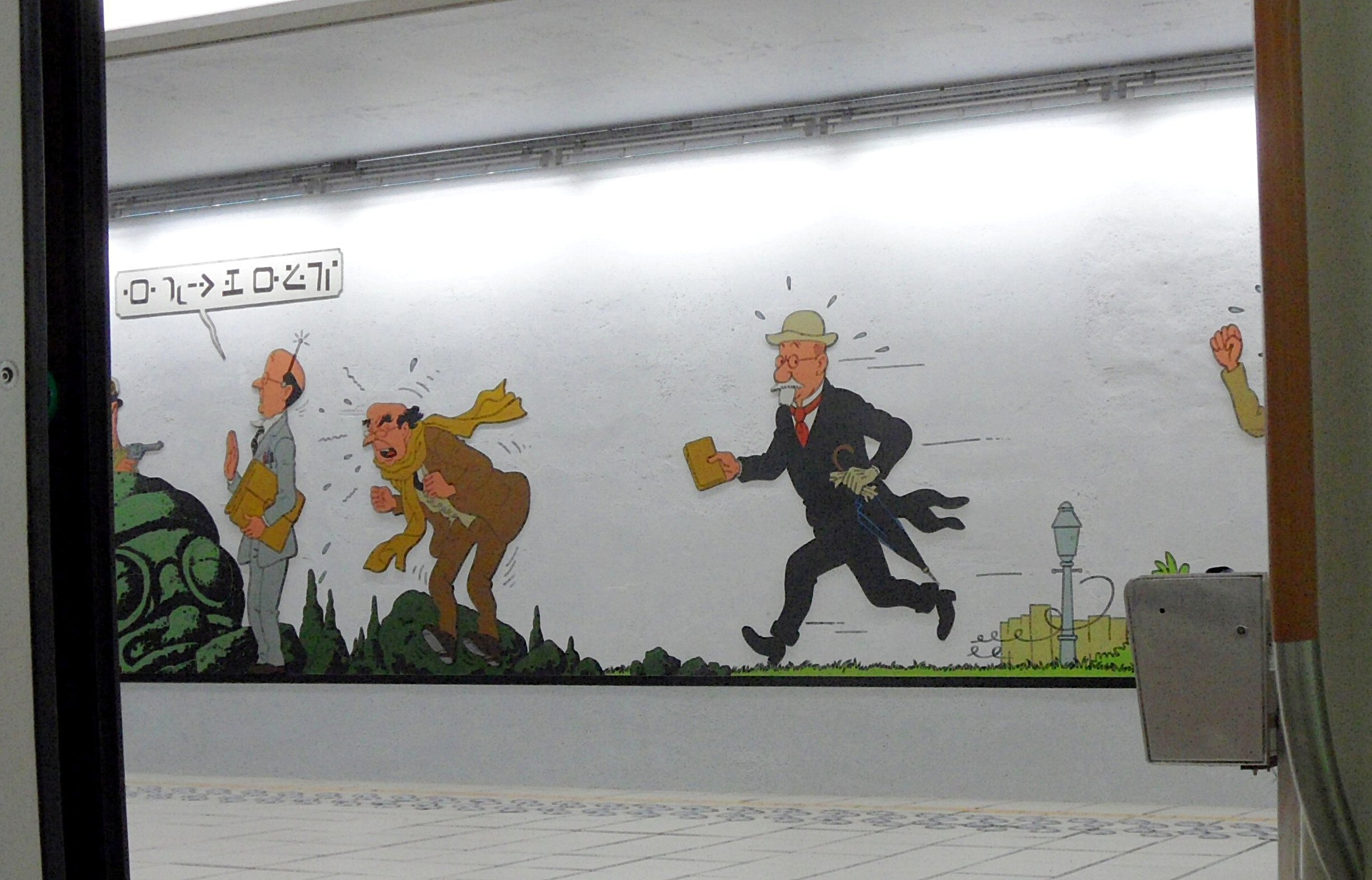
Peinture murale montrant deux personnages de la série avec les gouttes de surprise caractéristiques.

Comme à son habitude, Hergé agrémente son dessin d'une série de conventions graphiques « qui dessinent une véritable grammaire de la bande dessinée moderne ». Ainsi, dans la dernière case de la première planche de l'album, des gouttelettes de surprise encadrent le visage de Tintin dans son bain, alors qu'il vient d'entendre à la radio la nouvelle du vol d'un fétiche au musée ethnographique. Ces gouttelettes illustrent un mouvement suspendu destiné à maintenir la tension du lecteur avant de tourner la page.
Selon le sémiologue Pierre Fresnault-Deruelle, certaines cases témoignent de « la dramaturgie de l'in extremis propre à la saga hergéenne », quand le héros de la série échappe par miracle à une mort certaine. C'est le cas de la scène de l'évasion de Tintin, qui saute de la fenêtre de sa cellule pour atterrir dans un drap tendu par Pablo et ses complices. Par ailleurs, dans L'Oreille cassée comme auparavant Le Lotus bleu et Tintin en Amérique, le dessinateur multiplie les scènes qui ont pour décor un pont-promenade de paquebot, car il y trouve un décor avec lequel « la ligne claire » se marie bien.
Enfin, Hergé inaugure dans cet album une série « d'images recyclées » que le lecteur retrouvera dans d'autres albums et qui assurent, selon Pierre Fresnault-Deruelle, la « structure continuée » de l'œuvre du dessinateur. C'est le cas quand Tintin se jette dans le vide depuis un pont, une image reprise dans L'Île Noire et Le Temple du Soleil, de la scène qui le montre traversant la chaussée devant une voiture, qui figure également dans Le Sceptre d'Ottokar et L'Affaire Tournesol, ou encore de l'image où il passe par hasard devant une vitrine où se trouve, sous forme d'objet, la réponse à la question qui l'anime, à savoir le fétiche reproduit dans L'Oreille cassée ou un canon pour enfant qui lui donne la clé de l'énigme du vol du sceptre dans Le Sceptre d'Ottokar.

### Un témoignage sur le monde vu de l'Occident

#### Une vision caricaturale de l'Amérique latine
« L'Oreille cassée consigne en une sorte de grand reportage naïf l'image qu'un Occidental des années trente se faisait de l'Amérique du Sud. »

— Philippe Goddin, Hergé et les Bigotudos, 1990.
L'historien Pascal Ory affirme que dans les premiers albums de la série, Hergé amuse le lecteur en propageant un certain nombre de stéréotypes et de clichés : son œuvre, avant tout destinée à un jeune public, doit faire rire son lecteur en jouant sur les valeurs de son époque et de son milieu, celui de la droite catholique et conservatrice belge. Ory juge ainsi que « l'intrigue de L'Oreille cassée joue sur l'image d'une Amérique latine secouée par les révolutions, dont l'auteur se refuse, comme la plupart des Européens, à saisir ce qu'elle recouvrirait éventuellement de réalité idéologique ». Le général Alcazar apparaît avant tout comme « un dictateur d'opérette », occupé à jouer aux échecs en fumant le cigare plutôt qu'à diriger son pays, et manipulé par les compagnies pétrolières ou les marchands d'armes occidentaux. Son comportement est avant tout dicté par son ambition personnelle plus que par la recherche du bien-être de son peuple.
Professeur de littérature, Marc Angenot reconnaît dans l'album l'ensemble des stéréotypes méprisants qui prédominent alors en Europe à l'égard de la vie politique latino-américaine : changements de régime incessants, déséquilibre hiérarchique dans l'armée et uniformes extravagants. Selon lui, le dessinateur se contente de reprendre la vision propagée depuis le milieu du XIXe siècle par la presse satirique, les illustrés pour adolescents ou encore des périodiques comme le Journal des voyages. De fait, les pronunciamientos santhéodoriens sont dépeints de manière absurde et sanguinaire, et à travers eux, Hergé cherche à dénoncer l'instabilité politique engendrée par le caudillisme. Alcazar et ses rivaux sont présentés comme des dirigeants mégalomanes et ambitieux, manipulés comme des marionnettes par de puissantes compagnies anglo-saxonnes. Marc Angenot perçoit dans cette représentation une nouvelle preuve de l'antiaméricanisme du dessinateur. Il considère par ailleurs qu'à travers l'attitude exécrable et scélérate d'un personnage comme Basil Bazaroff, « la xénophobie « bon enfant », cléricale-maurrassienne et belgocentrique, grande productrice de comique chez Hergé, se donne libre cours ». Philippe Goddin, spécialiste d'Hergé, y voit surtout une dénonciation du « rôle plus ou moins occulte des multinationales ainsi que l'influence non moins néfaste des marchands de canons (s'assurant leurs débouchés…) ».
Sur un autre plan, le linguiste Alain Rey constate que dans l'œuvre d'Hergé, « la manière de parler des non-francophones est clairement liée à la position sociale du personnage ». Ainsi, le général Alcazar et le colonel Jimenez, le marchand d'armes Basil Bazaroff, l'agent R. W. Chicklet
, le grand propriétaire Don José Trujillo et l'explorateur Ridgewell s'expriment tous dans un excellent français, tandis que le bandit Ramon Bada conserve un fort accent hispanique dans la transcription de ses paroles (« Yé m'excouse, señor...yé vous assoure qué... »).

#### Le traitement des«bons sauvages»
Au premier abord, les Arumbayas ne semblent guère mieux traités que les santhéodoriens. Si, d'une certaine manière, Tintin leur rend justice en infirmant la réputation de barbarie et de férocité que leurs prêtent les riches planteurs blancs de la région, ils sont avant tout présentés comme des êtres « gentillets et un tant soit peu demeurés » selon Marc Angenot. L'explorateur Ridgewell, paternaliste, essaye en vain de leur apprendre à jouer au golf, et peut déclencher la terreur de leurs voisins Bibaros par un simple tour de ventriloquie.
Pour autant, l'essayiste Jean-Marie Apostolidès affirme que L'Oreille cassée « met en place les fondements d'une anthropologie tintinienne ». Il considère que dans cet album, Hergé prend plus de recul face aux valeurs occidentales, opérant ainsi ce que Roger Caillois nomme une « révolution sociologique ». Pierre Skilling porte le même jugement et explique que le héros de la série « franchit une nouvelle étape et devient capable de porter un regard critique sur sa propre culture ». Il voit dans l'album un véritable éloge du « bon sauvage », notamment à travers le personnage de Ridgewell qui préfère partager la vie des Arumbayas, dont la société apparaît plus stable, et renoncer à celle moins harmonieuse incarnée par Alcazar et ses sujets. L'historien Philippe Marguerat dresse le même constat : il met en avant « l'approche ethnologique respectueuse » du dessinateur dans cette aventure comme dans Le Temple du Soleil, publié onze ans plus tard. Selon lui, Hergé se place du côté des « victimes de l'Histoire », et ces deux albums révèlent chez lui un souci de réalisme historique, en présentant d'une part les sociétés autochtones comme plus harmonieuses que celles des blancs dits civilisés, d'autre part en établissant une continuité idéologique entre la colonisation espagnole de l'Amérique et les spoliations économiques du XXe siècle. Ainsi les Arumbayas apparaissent comme de « bons sauvages », par opposition aux militaires santhéodoriens « bellicistes et corrompus ».

### Portée philosophique

#### Reproduction de l'œuvre d'art et déperdition de son aura

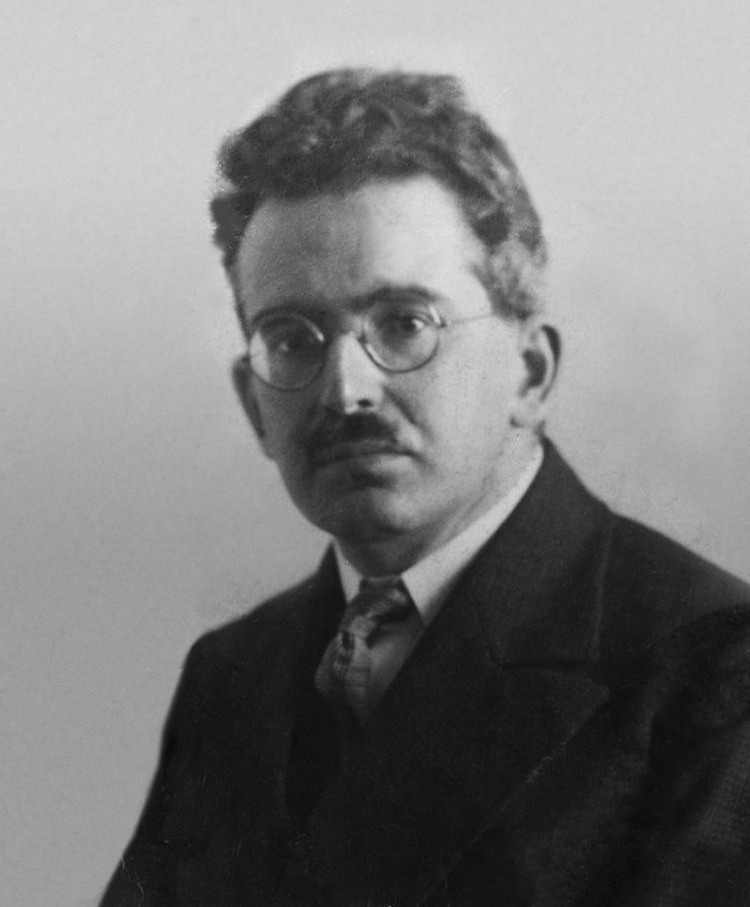
L'Oreille cassée fait écho à un essai du philosophe Walter Benjamin (ici en 1928).

Benoît Peeters constate que L'Oreille cassée fait écho à un essai du philosophe allemand Walter Benjamin paru en 1936, et donc contemporain du récit d'Hergé, L'Œuvre d'art à l'époque de sa reproductibilité technique, dans lequel le philosophe évoque la mutation radicale du statut de l'œuvre d'art engendrée par la reproduction mécanique. Benjamin considère qu'avec le développement des arts nouveaux que sont alors la photographie et le cinéma, les copies se multiplient. Dans la mesure où l'évolution des techniques permet de reproduire à grande échelle et avec la plus grande exactitude n'importe quel modèle, il devient difficile de déterminer la valeur de l'original. Il développe l'idée que la multiplication des exemplaires entraîne une déperdition de l'œuvre, un affaiblissement de son aura, voire sa disparition.

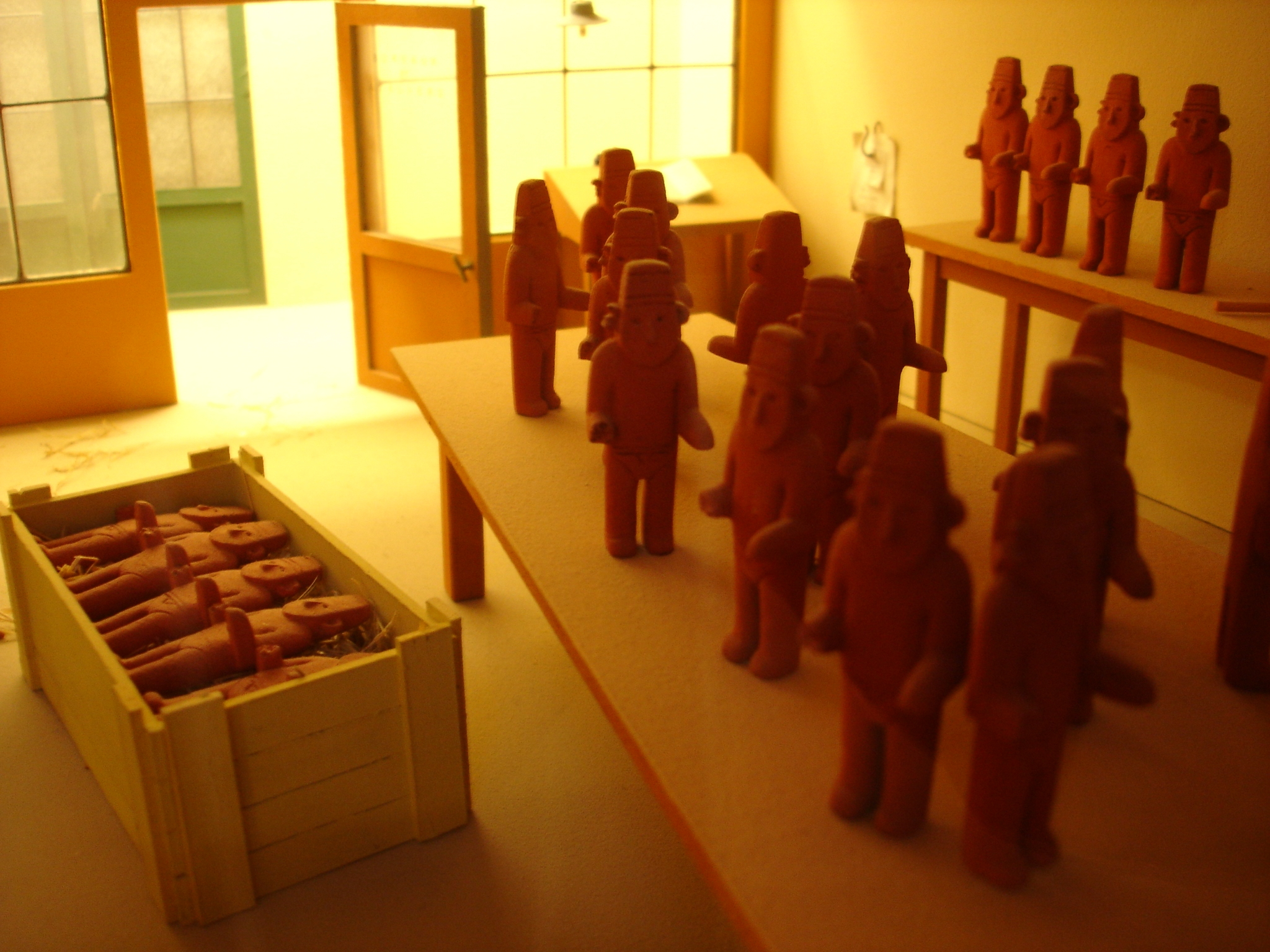
Reproduction d'un décor de l'album, où des copies du fétiche original sont fabriquées en grand nombre pour être vendues.

La réflexion menée par Hergé dans L'Oreille cassée est identique : comment retrouver le fétiche arumbaya dans un océan de copies ? Le fétiche arumbaya, objet sacré, est transformé en marchandise dès lors que son voleur y dissimule un diamant. L'aura s'éloigne de plus en plus à mesure que les copies se multiplient, d'abord de manière artisanale puis industrielle. Le collectionneur Samuel Goldwood en fait finalement l'acquisition, et Peeters lit dans ce nom qu'il est « celui qui veut changer le bois en or, c'est-à-dire tenter de restaurer nostalgiquement l'aura, en une étrange opération alchimique »,. En définitive, dès lors que la reproduction menace le statut de l'œuvre originale et authentique, la présence du diamant en son sein peut être interprétée comme le symbole d'un trésor qui résiste à la duplication.
Bien que le dessinateur n'ait très certainement pas eu connaissance de l'essai du philosophe allemand, dans la mesure où la parution des planches de L'oreille cassée avait débuté avant sa publication, son récit constitue « une parfaite métaphore de la nouvelle situation esthétique décrite par le philosophe allemand ».

#### Le réel et son double
Le philosophe Clément Rosset consacre un chapitre de son Traité de l'idiotie à L'Oreille cassée car il y retrouve la plupart de ses thèmes ontologiques, en premier lieu l'impossibilité d'accéder au réel par ses doubles. Le philosophe s'interroge notamment sur ce qui caractérise l'original par rapport à ses doubles, le véritable fétiche par rapport aux contrefaçons des frères Balthazar, et trouve un élément de réponse dans la fable Le Laboureur et ses enfants, de Jean de La Fontaine : on ne peut reconnaître le vrai fétiche qu'en l'ouvrant car « un trésor est caché dedans ».
Le seul moyen d'authentifier le fétiche consiste en effet à le briser pour vérifier la présence ou l'absence du diamant qu'il renferme : « la reconnaissance de l'original passe par sa disparition même ». Mais cette réalité ne se laisse ni posséder ni même approcher : aussitôt découvert, le diamant roule sur le pont et tombe à la mer, de sorte que « la chose en soi s'est à nouveau et irrémédiablement dérobée ; il faudra continuer à vivre au milieu des copies et des doubles, se résigner à la perte de l'original et de l'authentique ».
Clément Rosset considère donc que le fétiche a été « délesté de son poids métaphysique ». En perdant sa qualité de modèle possible, il n'est plus qu'un objet parmi les autres, par un processus de banalisation : « Délivré du diamant [...], le fétiche a certes perdu un certain éclat du vrai ; mais en même temps il a retrouvé ce qu'on peut appeler la densité du réel ».

#### La question du fétichisme

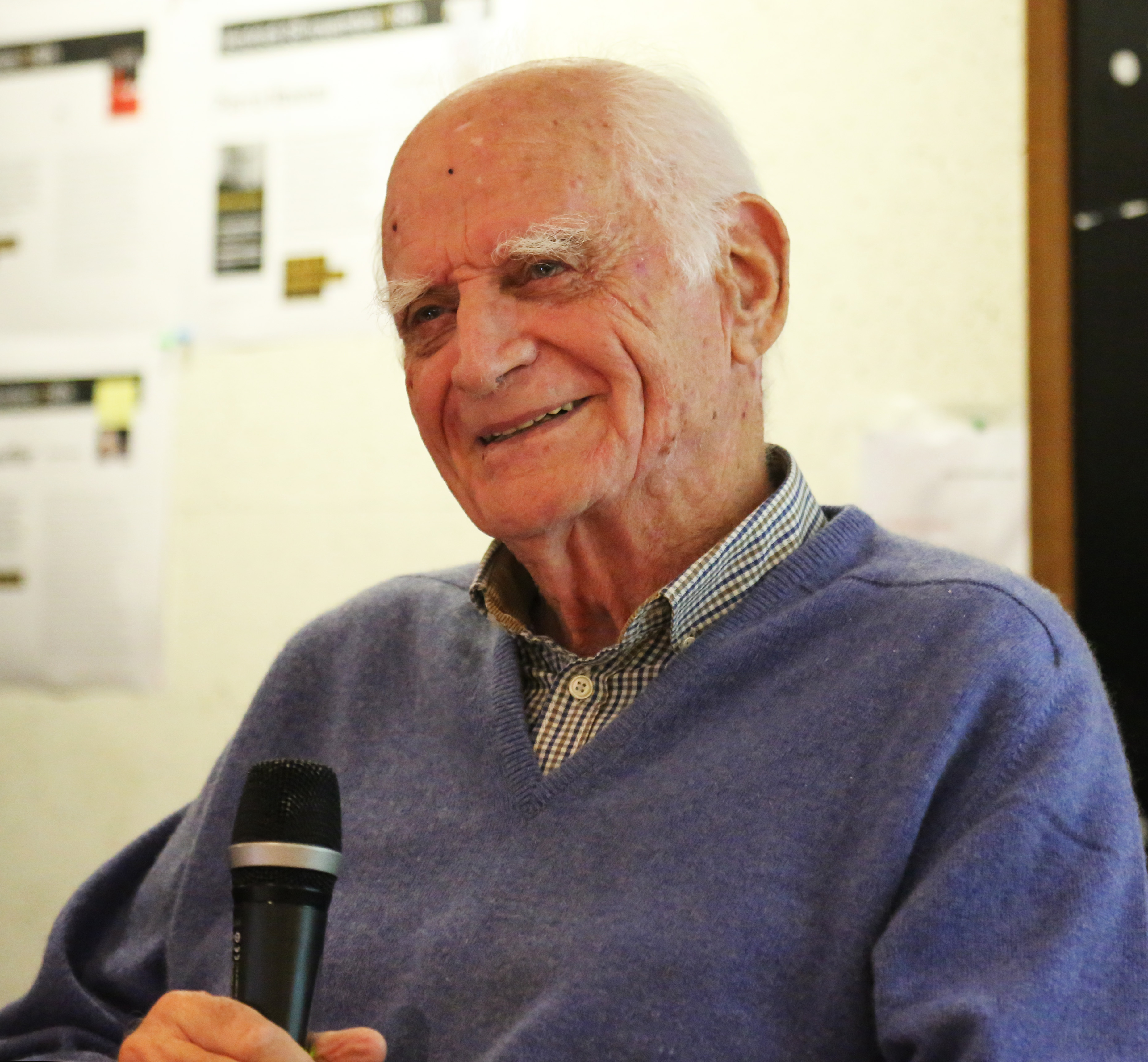
Pour le philosophe Michel Serres (ici en 2014), l'album constitue un véritable traité sur le fétichisme.

Le philosophe Michel Serres consacre un chapitre de son ouvrage Hergé, mon ami à L'Oreille cassée, un album qu'il considère comme un véritable « traité sur le fétichisme ». Serres déclare d'ailleurs avoir plus appris sur le fétichisme en lisant Hergé que « chez Sigmund Freud, dans Marx ou Auguste Comte, voire le président de Brosses ». Il explique que la découverte de la case qui montre Tintin tombant dans le fleuve Badurayal après avoir été assommé par l'un des deux bandits a été pour lui dans l'enfance une découverte mémorable.
Michel Serres ne considère pas le fétiche perdu comme un « objet premier » mais un « quasi-objet » qui trace les relations entre ceux qui le détiennent et les circonstances de leur temps. Le philosophe livre par ailleurs une critique de l'aspiration à des systèmes trop parfaits. C'est finalement la vision de la statuette entièrement rafistolée quand elle retrouve sa place sur son socle à la fin de l'album qui est la plus intéressante selon lui, car elle incarne alors l'organisme vivant qui n'est pas, contrairement aux idées reçues, un système harmonieux dans lequel tout serait parfaitement en place : « Il n'y a de vrai vivant que déchiré. Les cicatrices renforcent. Il n'y a de vérité que falsifiée ». Le philosophe considère donc que la question de l'originalité du fétiche disparu est dépassée par la question du « vrai vivant ».
Jean-Marie Apostolidès place lui aussi le fétichisme au centre de l'album. Pour les Arumbayas d'abord, la statuette est un objet unique qui possède une valeur sacrée, presque magique. Les bandits qui veulent s'en emparer font preuve d'un fétichisme marchand, s'intéressent plutôt à la valeur d'échange de l'objet qu'à sa valeur religieuse, tandis que le collectionneur Samuel Goldwood est lui aussi un fétichiste, dans la mesure où il accorde une valeur abstraite et en dehors de toute utilité à l'objet.

#### La gémellité
Sur un autre plan, Benoît Peeters, grand spécialiste de l'univers d'Hergé, s'appuie sur cet album pour souligner l'omniprésence de la gémellité dans la série, avec des nombreux personnages et éléments dédoublés. Jean-Marie Apostolidès partage cette analyse et affirme que « l'ensemble du réel fonctionne à partir d'un principe duel ». Les Dupondt ne sont plus les seuls exemples de la structure du double et Apostolidès constate que dans chaque situation, ces doubles s'affrontent pour l'obtention d'un objet unique.
Les bandits forment deux clans à la recherche d'un seul fétiche et d'ailleurs, l'un de ces clans est lui-même formé d'un couple, Alonzo Perez et Ramon Bada qui ne cessent de se disputer. On peut encore citer les deux annonces semblables publiées dans le journal pour retrouver le même perroquet, le sculpteur Balthazar qui met en circulation deux copies du fétiche original, les deux compagnies pétrolières qui se disputent les ressources pétrolières du Gran Chapo, les deux tribus semblables de la forêt amazonienne, Arumbayas et Bibaros, les généraux Tapioca et Alcazar qui s'affrontent pour le pouvoir au San Theodoros, un pays lui-même jumeau de son voisin, le Nuevo Rico, dirigé par le général Mogador qui peut lui aussi être vu comme un double d'Alcazar. Benoît Peeters ajoute que, « entre le fétiche qu'on reproduit et le perroquet qui répète, les affinités sont évidentes ».

#### Une œuvre dramatique
Jean-Marie Apostolidès constate que le fétiche, objet donné en gage d'amitié par les Arumbayas à l'explorateur Walker, devient un objet de haine : le sculpteur Balthazar, Rodrigo Tortilla, Alonzo Perez et Ramon Bada meurent tour à tour pour avoir voulu le posséder. À ces disparitions peut s'ajouter celle du colonel Diaz, dégradé par Alcazar et victime de sa propre bombe en voulant se venger. L'Oreille cassée est l'un des seuls albums de la série où la mort des personnages est évoquée, mais c'est surtout le seul où autant de personnages meurent.
Dans son œuvre, Hergé perce l'un des paradoxes de l'âme crapuleuse. Au moment où son complice s'apprête à tirer sur Tintin, le bandit Ramon Bada le prie d'accélérer les choses : « Fais vite, Alonzo. Tou sais que yé déteste les exécoutions capitales. » Clément Rosset remarque que « c'est un caractère fréquent de l'acte crapuleux que de s'accompagner d'un dire contradictoire qui, tel un doublage parasitaire, prétend récuser son fait au moment même où il l'accomplit ».

#### Une fable monétaire
Enfin, Benoît Peeters considère que L'Oreille cassée peut être lu comme une fable monétaire, figurant une économie en pleine crise et sujette à l'inflation. Les copies du fétiche circulent à une vitesse toujours plus grande au fil de l'album. Au début du récit, Balthazar en sculpte deux copies, et à la fin de l'aventure, son frère en multiplie les exemplaires au point d'en faire une production quasi-industrielle.
Ces fétiches dédoublés sont sans valeur. L'équivalent général, à savoir le fétiche contenant le diamant, ayant disparu, le système est déréglé : la première statuette que Tintin voit en vitrine vaut 200 francs, quand elle n'est plus vendue qu'à 17,50 francs la paire quelques cases plus loin. Pour Jean-Marie Apostolidès, le fétiche dédoublé « devient un signe sans enracinement dans la matérialité sociale ».

##### Clichés antisémites supposés
A la fin de l'album, dans la septième vignette de la page cinquante-sept, Tintin s'adresse à un marchand décrit sous des traits conformes aux stéréotypes antisémites de l'époque. Il est représenté avec un long nez crochu, porte un couvre-chef évoquant une kippa, travaille dans une profession associée au commerce et s'exprime avec le même accent qu'Hergé attribue aux protagonistes juifs de l'édition originale de L'Étoile mystérieuse.

## Adaptations
Entre 1959 et 1963, la radiodiffusion-télévision française présente un feuilleton radiophonique des Aventures de Tintin de près de 500 épisodes, produit par Nicole Strauss et Jacques Langeais et proposé à l'écoute sur la station France II-Régional. La diffusion de L'Oreille cassée s'étale sur 23 épisodes d'une dizaine de minutes et débute le 2 mai 1961 pour prendre fin le 22 juin suivant. Réalisée par René Wilmet, sur une musique de Vincent Vial, cette adaptation fait notamment intervenir Maurice Sarfati dans le rôle de Tintin.
En 1957, les studios Belvision, créés par Raymond Leblanc, l'un des fondateurs du Journal de Tintin, lancent la production d'une série animée dont le premier volet est consacré à une adaptation du Sceptre d'Ottokar, en huit épisodes d'environ treize minutes, puis le second volet à L'Oreille cassée, en sept épisodes de la même durée. La diffusion commence au mois de novembre 1957 sur la RTF,. L'album est ensuite adapté dans une nouvelle série d'animation télévisée en 1992, produite en collaboration entre le studio français Ellipse et la société d'animation canadienne Nelvana, tous deux spécialisés dans les programmes pour la jeunesse. L'histoire est contée en deux épisodes de 20 minutes, les sixième et septième de la série qui en compte trente-neuf. Cette adaptation, réalisée par Stéphane Bernasconi, est reconnue pour être « généralement fidèle » aux bandes dessinées originales, dans la mesure où l'animation s'appuie directement sur les planches originales d'Hergé.

## Postérité

Jean-Paul Belmondo dans L'Homme de Rio.

L'Oreille cassée a nourri l'imaginaire de ses lecteurs, comme en témoigne Marc Angenot : « La connaissance de l'Amérique du Sud [...] est passée pour moi, et pour bien d'autres enfants de jadis je suppose, par Tintin : quand j'ai débarqué pour la première fois sur le sous-continent [...], j'ai immédiatement reconnu Las Dopicos. Si vous y êtes allé, vous saurez que j'ai raison. »
Au cinéma, L'Homme de Rio, sorti en 1964, réalisé par Philippe de Broca et avec Jean-Paul Belmondo dans le rôle-titre, est reconnu comme étant largement inspiré des Aventures de Tintin et notamment de L'Oreille cassée,. On retrouve plusieurs éléments de l'intrigue, comme la statuette volée dans un musée d'anthropologie, les fléchettes empoisonnées ou encore le trésor caché constitué de diamants.
En 1979, à l'occasion des cinquante ans de la naissance de Tintin, le Palais des Beaux-Arts de Bruxelles accueille pendant plusieurs mois une exposition intitulée « Le musée imaginaire de Tintin » et qui rassemble des pièces extraites de musées belges ayant servi de modèle à Hergé. Parmi ces différentes pièces se trouve une copie de la statuette chimú qui a inspiré le fétiche arumbaya : or, cette réplique est volée par un visiteur en plein jour, comme en écho au scénario original imaginé par le dessinateur.
En 2015, le commissaire de police Alain André, amateur de la série, publie un ouvrage intitulé Le secret de l'oreille mystérieuse et qui rassemble le fruit de huit années d'enquête pour découvrir l'identité du voleur du fétiche dans la bande dessinée, en s'appuyant sur la comparaison de la version noir et blanc et de la version couleur de l'album.